# Kryzys migracyjny w Europie

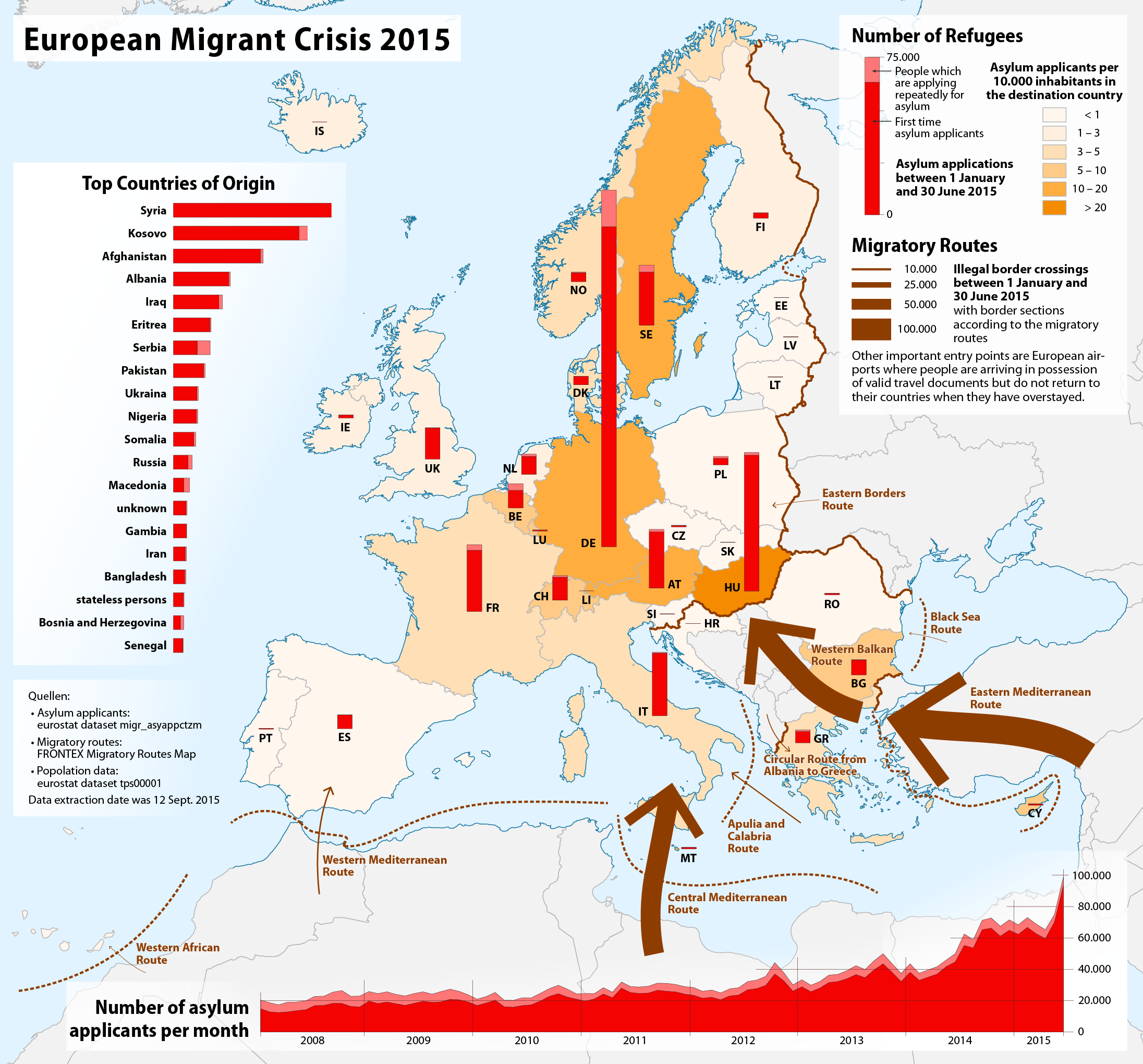
Liczba wniosków o azyl w państwach UE i EFTA od 1 stycznia do 30 czerwca 2015 według danych Eurostatu

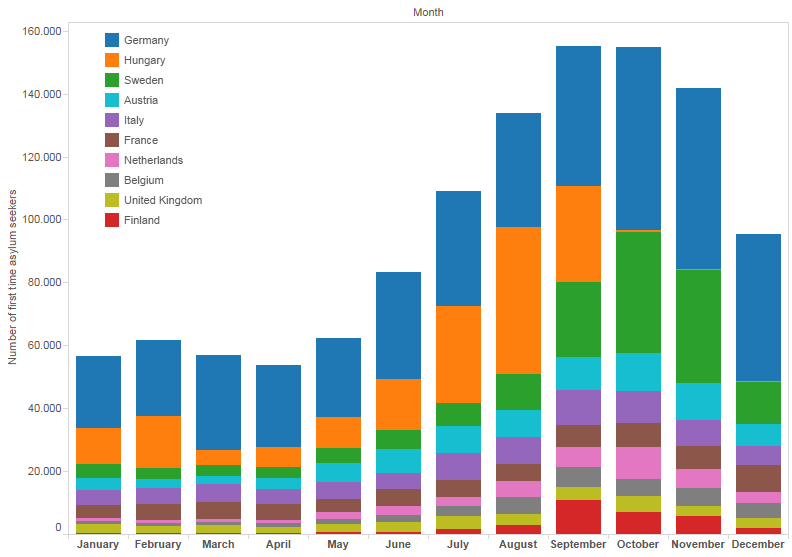
Liczba wniosków o azyl w 2015 roku w państwach UE

Kryzys migracyjny w Europie (również kryzys uchodźczy) – toczący się na początku XXI wieku w Europie kryzys spowodowany masowym przybywaniem uchodźców i imigrantów na ten kontynent. Jest to największe tego typu zjawisko od czasów II wojny światowej. Za początek kryzysu uznaje się 2015 rok, ale już wcześniej wzrastała liczba imigrantów i uchodźców przybywających do Europy.
Według Eurostatu w 2015 roku państwa członkowskie Unii Europejskiej otrzymały ponad 1,2 mln wniosków o azyl, czyli ponad dwukrotnie więcej niż w 2014 roku. Cztery kraje (Niemcy, Węgry, Szwecja i Austria) otrzymały około ⅔ wniosków o azyl w całej Unii Europejskiej. Główne kraje, z których napływali uchodźcy, to Syria, Afganistan i Irak. Od stycznia do czerwca 2017 roku 71,9% wszystkich uchodźców przybywających do Europy przez Morze Śródziemne to byli mężczyźni, 11,2% to kobiety i 16,9% to dzieci. Odnotowano przypadki, gdy wśród uchodźców na teren Europy próbowały się przedostać osoby powiązane z organizacjami terrorystycznymi (Państwo Islamskie czy Al-Ka’ida).
15 czerwca 1990 roku w Dublinie państwa członkowskie wspólnot europejskich podpisały konwencję wyznaczającą państwo odpowiedzialne za rozpatrywanie wniosków o azyl złożonych w jednym z państw członkowskich. Postanowiono, że złożony przez uchodźcę wniosek o azyl polityczny rozpatrywany będzie przez to państwo Unii Europejskiej, do którego uchodźca przyjechał w pierwszej kolejności. W praktyce oznacza to, że uchodźcy przybywający do Europy przez Morze Śródziemne powinni pozostać we Włoszech oraz Grecji i tam starać się o azyl.
W sierpniu 2015 premier Grecji Aleksis Tsipras wystosował apel do pozostałych krajów Unii Europejskiej o solidarność w przyjmowaniu uchodźców. Biuro wysokiego komisarza ONZ do spraw uchodźców wydało oświadczenie, że w związku z napływem tysięcy uchodźców Grecji grozi kryzys humanitarny. W odpowiedzi na apele Grecji i Włoch kanclerz Niemiec Angela Merkel oświadczyła: „ci, którzy potrzebują pomocy, muszą uzyskać azyl w Europie”. Tysiące uchodźców ruszyło szlakiem bałkańskim przez Węgry, kierując się do Austrii i Niemiec. Uchodźcy z Włoch natomiast przedostają się do Francji i w dalszej kolejności do Wielkiej Brytanii. W konsekwencji tych wydarzeń w 2015 roku Komisja Europejska wydała dwie decyzje o relokacji łącznie 160 tys. uchodźców z Grecji, Włoch i Węgier do innych krajów Unii Europejskiej. 21 lipca 2015 rząd węgierski podjął decyzję o budowie ogrodzenia na całej długości granicy z Serbią, przez którą przebiega szlak bałkański. Pod koniec 2015 roku rozpoczęły się negocjacje pomiędzy Unią Europejską a Turcją w celu rozwiązania kryzysu migracyjnego, skutkowało to podpisaniem porozumienia w dniu 18 marca 2016. Porozumienie to znacznie wstrzymało migrację uchodźców do Europy szlakiem wschodnim śródziemnomorskim oraz bałkańskim. W 2019 spadła liczba uchodźców przybywających do Europy.

## Przyczyny migracji
Pod koniec 2010 roku rozpoczęła się arabska wiosna, w wielu krajach arabskich doszło do licznych protestów przeciwko władzy. Doprowadziło to m.in. do wojny domowej w Syrii, konfliktu w Libanie oraz wojny domowej w Libii. Trwająca od 2011 roku wojna domowa w Syrii spowodowała śmierć kilkuset tysięcy ludzi. Krwawe walki zmusiły ok. 13 milionów Syryjczyków do opuszczenia swoich domów, z czego 4,8 miliona osób szukało schronienia poza granicami Syrii. Powstanie radykalnego Państwa Islamskiego również jest przyczyną masowych migracji z krajów arabskich, głównie mniejszości religijnych (chrześcijanie, jezydzi), których wyznawcy migrują z obawy przed prześladowaniami. Obalenie Mu’ammara al-Kaddafiego i destabilizacja w kraju doprowadziły do zwiększonej migracji z Libii. Co miesiąc z Erytrei ucieka ok. 5 tys. osób. Większość Erytrejczyków ucieka z powodu łamania praw człowieka w tym kraju oraz obowiązkowej służby wojskowej trwającej nieokreślony czas.
Dodatkowo przyczyną migracji jest kryzys przesiedleńczy w Sudanie Południowym w związku z uzyskaniem niepodległości przez państwo.
Kryzys migracyjny nastąpił także wskutek masowej migracji uchodźców z Mjanmy do Bangladeszu oraz przesiedlenia wewnętrznego w Etiopii.
Konflikt na Ukrainie, będący efektem Euromajdanu, doprowadził do śmierci blisko 6 tysięcy osób. Ponadto około 2 miliony osób musiało opuścić swoje domy.
Przyczyną wzmożonej migracji w wielu krajach jest również niestabilna sytuacja polityczna czy gospodarcza, dlatego wraz z uciekającymi przed działaniami wojennymi mieszkańcami Afryki i Bliskiego Wschodu, do Europy w celach zarobkowych napływają także imigranci z Kosowa, Afganistanu, Albanii, Iraku, Serbii, Pakistanu, Ukrainy, Bangladeszu, jak również z Filipin.

## Szlaki uchodźców
Główne szlaki uchodźców i imigrantów:
- szlak zachodnio-afrykański – z Maroka na Wyspy Kanaryjskie
- szlak zachodni śródziemnomorski – z Maroka do Hiszpanii (głównie przez Morze Śródziemne lub w mniejszym stopniu przez Ceutę czy Melillę)
- szlak centralny śródziemnomorski – z Algierii, Tunezji lub Libii do Włoch (przez Morze Śródziemne)
- szlak wschodni śródziemnomorski:
  - drogą morską przez Morze Śródziemne z Turcji do Grecji, Włoch lub na Cypr
  - drogą lądową z Turcji do Grecji lub Bułgarii
- szlak bałkański – z Serbii do Węgier lub z Serbii do Chorwacji, następnie Słowenii
- szlak wschodnio-europejski – z Ukrainy do Polski
- szlak arktyczny[31] – z Rosji do Finlandii lub Norwegii

W związku z tym, że większość szlaków przebiega przez Morze Śródziemne, liczba przypadków śmierci wśród uchodźców przedostających się do Europy jest wysoka. Spowodowane jest to w znacznej mierze złym stanem technicznym lub zatapianiem łodzi w celu wymuszenia pomocy od straży przybrzeżnej oraz marynarki wojennej. W październiku 2013 po katastrofie u wybrzeży Lampedusy, w której zginęło ponad 300 osób, premier Włoch Enrico Letta postanowił wszcząć operację poszukiwawczo-ratunkową Mare Nostrum. W listopadzie 2014 Europejska Agencja Straży Granicznej i Przybrzeżnej rozpoczęła operację Triton, która zastąpiła włoską operację Mare Nostrum. Pomimo tych wysiłków według Międzynarodowej Organizacji ds. Migracji nadal zwiększa się śmiertelność wśród uchodźców próbujących przedostać się przez Morze Śródziemne. W 2014 roku na morzu zginęło ponad 3,5 tys. osób, blisko 3,7 tys. osób w roku 2015, około 5 tys. w roku 2016 oraz od stycznia do maja 2017 zginęło 1,7 tys.osób.

## Napływ uchodźców i imigrantów
Cudzoziemcy z Afryki i Bliskiego Wschodu czy innych krajów spoza Europy w większości przypadków muszą posiadać wizę pozwalającą na legalny wjazd na teren Unii Europejskiej. Krajem, który od wielu lat wydaje najwięcej wiz oraz zezwoleń pobytowych, jest Wielka Brytania. W całej Unii Europejskiej w 2013 roku wydano 2 356 451 wiz, w 2014 roku 2 325 977 wiz oraz 2 605 629 wiz w 2015 roku. Uzyskanie wizy wiąże się z wieloma formalnościami, starania o przyznanie wizy nie zawsze przynoszą pozytywny skutek, jednocześnie samo posiadanie wizy nie gwarantuje wjazdu na teren danego państwa, gdyż każdorazowo decyzję o wjeździe podejmuje straż graniczna. Wobec powyższego wiele osób decyduje się na nielegalne przekraczanie granic.
| Główne szlaki | Liczba ujawnionych nielegalnych przekroczeń granic lądowych i morskich | Liczba ujawnionych nielegalnych przekroczeń granic lądowych i morskich | Liczba ujawnionych nielegalnych przekroczeń granic lądowych i morskich | Liczba ujawnionych nielegalnych przekroczeń granic lądowych i morskich | Liczba ujawnionych nielegalnych przekroczeń granic lądowych i morskich | Liczba ujawnionych nielegalnych przekroczeń granic lądowych i morskich | Liczba ujawnionych nielegalnych przekroczeń granic lądowych i morskich | Liczba ujawnionych nielegalnych przekroczeń granic lądowych i morskich | Liczba ujawnionych nielegalnych przekroczeń granic lądowych i morskich | Liczba ujawnionych nielegalnych przekroczeń granic lądowych i morskich | Liczba ujawnionych nielegalnych przekroczeń granic lądowych i morskich | Liczba ujawnionych nielegalnych przekroczeń granic lądowych i morskich |
| Główne szlaki | 2006                                                                   | 2007                                                                   | 2008                                                                   | 2009                                                                   | 2010                                                                   | 2011                                                                   | 2012                                                                   | 2013                                                                   | 2014                                                                   | 2015                                                                   | 2016                                                                   | 2017                                                                   |
| --- | ---------------------------------------------------------------------- | ---------------------------------------------------------------------- | ---------------------------------------------------------------------- | ---------------------------------------------------------------------- | ---------------------------------------------------------------------- | ---------------------------------------------------------------------- | ---------------------------------------------------------------------- | ---------------------------------------------------------------------- | ---------------------------------------------------------------------- | ---------------------------------------------------------------------- | ---------------------------------------------------------------------- | ---------------------------------------------------------------------- |
| szlak zachodnio-afrykański | 31 600                                                                 | 12 500                                                                 | 9 200                                                                  | 2 244                                                                  | 194                                                                    | 340                                                                    | 174                                                                    | 283                                                                    | 276                                                                    | 874                                                                    | 671                                                                    | 421                                                                    |
| zachodni śródziemnomorski | brak danych                                                            | brak danych                                                            | 6 500                                                                  | 6 642                                                                  | 5 003                                                                  | 8 255                                                                  | 6 397                                                                  | 6 838                                                                  | 7 243                                                                  | 7 004                                                                  | 10 231                                                                 | 23 063                                                                 |
| szlak centralny śródziemnomorski | brak danych                                                            | brak danych                                                            | 39 800                                                                 | 11 043                                                                 | 4450                                                                   | 64 261                                                                 | 15 151                                                                 | 45 298                                                                 | 170 664                                                                | 153 946                                                                | 181 459                                                                | 118 962                                                                |
| szlak do Apulii i Kalabrii* | brak danych                                                            | brak danych                                                            | brak danych                                                            | 807                                                                    | 2788                                                                   | 5259                                                                   | 4772                                                                   | 45 298                                                                 | 170 664                                                                | 153 946                                                                | 181 459                                                                | 118 962                                                                |
| granica grecko-albańska** | brak danych                                                            | brak danych                                                            | 42 000                                                                 | 40 250                                                                 | 35 297                                                                 | 5 269                                                                  | 5 502                                                                  | 8 728                                                                  | 8 841                                                                  | 8 932                                                                  | 5 121                                                                  | 6 396                                                                  |
| szlak bałkański | brak danych                                                            | brak danych                                                            | brak danych                                                            | 3 089                                                                  | 2371                                                                   | 4 658                                                                  | 6 391                                                                  | 19 951                                                                 | 43 357                                                                 | 764 038                                                                | 130 261                                                                | 12 179                                                                 |
| szlak wschodni śródziemnomorski | brak danych                                                            | brak danych                                                            | 52 300                                                                 | 39 975                                                                 | 55 688                                                                 | 57 025                                                                 | 37 224                                                                 | 24 799                                                                 | 50 834                                                                 | 885 386                                                                | 182 277                                                                | 42 319                                                                 |
| szlak wschodnio-europejski | brak danych                                                            | brak danych                                                            | brak danych                                                            | 1 335                                                                  | 1 052                                                                  | 1 049                                                                  | 1 597                                                                  | 1 316                                                                  | 1 275                                                                  | 1 927                                                                  | 1 349                                                                  | 776                                                                    |
| Razem | brak danych                                                            | brak danych                                                            | brak danych                                                            | 105 385                                                                | 106 843                                                                | 146 116                                                                | 77 208                                                                 | 107 213                                                                | 282 490                                                                | 1 822 107                                                              | 511 369                                                                | 161 797                                                                |
| * szlak do Apulii i Kalabrii został włączony do szlaku centralny śródziemnomorski ** granica grecko-albańska jest przekraczana w obu kierunkach, uchodźcy ze szlaku wschodni śródziemnomorski kontynuują podróż przez Grecję i dalej szlakiem bałkańskim lub imigranci z Bałkanów chcą przedostać się do Grecji Uwagi! Tabela zawiera informacje o głównych szlakach nielegalnej migracji, w tabeli nie uwzględniono innych mniej uczęszczanych szlaków, np. przez Morze Czarne czy szlak arktyczny. W tabeli zawarto jedynie liczbę ujawnionych przypadków nielegalnego przekraczania granic, nieznana jest całkowita liczba nielegalnych przekroczeń przez granicę. Jedna osoba mogła zostać kilkukrotnie ujęta w tabeli, gdy kilkukrotnie została ujęta na przekraczaniu granic. Źródło: Frontex |                                                                        |                                                                        |                                                                        |                                                                        |                                                                        |                                                                        |                                                                        |                                                                        |                                                                        |                                                                        |                                                                        |                                                                        |

| W tym miejscu powinien znaleźć się wykres. Z przyczyn technicznych nie może zostać wyświetlony. Więcej informacji |
| Źródło: Frontex                                                                                                   |

Osoby nielegalnie przekraczające granice w celu zalegalizowania swojego pobytu najczęściej składają wniosek o przyznanie statusu uchodźcy lub o pozwolenie na pobyt ze względów humanitarnych.
| Liczba osób ubiegających się o azyl na terenie Unii Europejskiej | Liczba osób ubiegających się o azyl na terenie Unii Europejskiej | Liczba osób ubiegających się o azyl na terenie Unii Europejskiej | Liczba osób ubiegających się o azyl na terenie Unii Europejskiej | Liczba osób ubiegających się o azyl na terenie Unii Europejskiej | Liczba osób ubiegających się o azyl na terenie Unii Europejskiej | Liczba osób ubiegających się o azyl na terenie Unii Europejskiej | Liczba osób ubiegających się o azyl na terenie Unii Europejskiej | Liczba osób ubiegających się o azyl na terenie Unii Europejskiej |
| 2008                                                             | 2009                                                             | 2010                                                             | 2011                                                             | 2012                                                             | 2013                                                             | 2014                                                             | 2015                                                             | 2016                                                             |
| ---------------------------------------------------------------- | ---------------------------------------------------------------- | ---------------------------------------------------------------- | ---------------------------------------------------------------- | ---------------------------------------------------------------- | ---------------------------------------------------------------- | ---------------------------------------------------------------- | ---------------------------------------------------------------- | ---------------------------------------------------------------- |
| 225 150                                                          | 263 835                                                          | 259 400                                                          | 309 040                                                          | 335 290                                                          | 431 090                                                          | 626 960                                                          | 1 322 825                                                        | 1 259 955                                                        |

Na teren państw europejskich od początku 2015 roku do końca sierpnia dotarło ponad 310 tysięcy uchodźców. Około 200 tysięcy z nich dostało się do Grecji, a 110 tysięcy – na teren Włoch. W 2014 roku na Węgrzech zarejestrowano w Biurze Imigracyjnym i Obywatelskim 42 777 wniosków o udzielenie azylu.
Od 1 stycznia do 31 lipca 2015 w Niemczech złożono 195 723 wniosków o azyl. 21,5% od osób z Syrii, 15,3% z Kosowa, 15% z Albanii, 5,9% z Serbii, 5,4% z Iraku, 5,2% z Afganistanu, 2,8% z Macedonii, 2,5% z Erytrei, 1,7% z Nigerii oraz z Pakistanu i 23% z innych państw lub których pochodzenie jest nieznane lub są wątpliwości co do ich pochodzenia.
W 2014 doszło do nasilenia przepływów migracyjnych, zwłaszcza na szlaku środkowośródziemnomorskim. W 2015 nastąpiło dalsze pogorszenie sytuacji. Tak zwanym szlakiem zachodniobałkańskim migranci przemieszczali się do Macedonii i Serbii, potem do Węgier i innych państw członkowskich Unii Europejskiej. Odnotowano gwałtowny wzrost liczby osób starających się o ochronę międzynarodową, zwłaszcza z Syrii, Iraku i Afganistanu. Nielegalni migranci korzystający ze szlaku środkowośródziemnomorskiego pochodzili głównie z Afryki Subsaharyjskiej.
Kryzys migracyjny spowodował w niektórych państwach członkowskich UE trudności w prowadzeniu skutecznych kontroli na granicach zewnętrznych oraz w przyjmowaniu przybywających migrantów i prowadzeniu procedur migracyjnych. Ze względu na swoje położenie Grecja szczególnie dotkliwie odczuła skutki zwiększonych przepływów migracyjnych, a Morze Egejskie stało się obszarem najbardziej wzmożonej nielegalnej migracji. W 2015 przez ten odcinek zewnętrznej granicy UE do strefy Schengen dostało się ponad 868 000 osób.
We wrześniu 2015 osiem państw strefy Schengen – Belgia, Dania, Niemcy, Węgry, Austria, Słowenia, Szwecja i Norwegia – przywróciło kontrole graniczne na swoich granicach wewnętrznych ze względu na poważne zagrożenie dla bezpieczeństwa wewnętrznego i porządku publicznego związane z przemieszczaniem się nielegalnych migrantów. W 2015 do Europy przybyło milion uchodźców.

### Albania
W 2018 zaczęła wzrastać liczba uchodźców przybywających do Albanii. 27 czerwca 2018 premier Albanii Edi Rama zapowiedział, że Albania nie utworzy ośrodków dla uchodźców.

### Austria

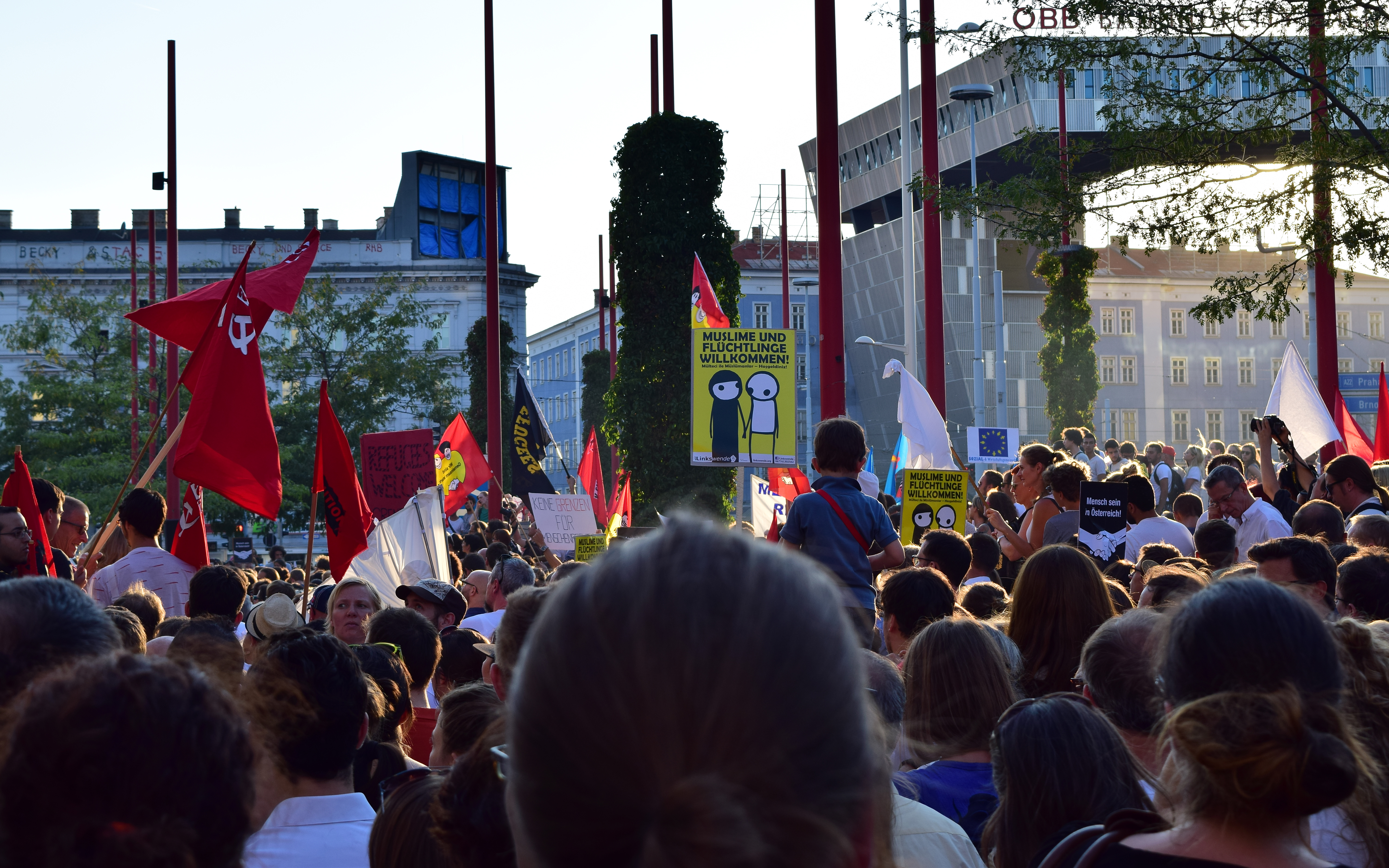
Manifestacje poparcia dla uchodźców w Austrii

W 2015 do Austrii przybyło 90 tys. uchodźców. W marcu 2018 roku kanclerz Austrii Sebastian Kurz stwierdził, że Austria podczas swojej prezydencji w Unii Europejskiej będzie chciała zapobiec dalszemu napływowi migrantów do Europy. Obecnie uchodźcy w Austrii stanowią 1% ludności kraju.

### Belgia
9 grudnia 2018 premier Belgii, Charles Michel, zapowiedział, że Belgia podpisze porozumienie migracyjne ONZ. 19 grudnia pakt migracyjny został przez Belgię przyjęty, co spowodowało rozpad koalicji rządowej Belgii i zamieszki. W 2023 w Belgii dla uchodźców zabrakło miejsc w ośrodkach dla uchodźców.

### Białoruś
W 2021 r. na granicach Białorusi wzrosła liczba migrantów do tego stopnia, że władze Białorusi zaczęły ich przerzucać na Litwę.

### Bośnia i Hercegowina
Uchodźcy przebywający w Bośni i Hercegowinie dostają pomoc finansową od Unii Europejskiej. W 2018 do Bośni i Hercegowiny przybyło 23 tys. migrantów. Z powodu przybywania uchodźców do Bośni i Hercegowiny Arabowie wstrzymali się z odwiedzinami tego kraju. Obecnie w Bośni i Hercegowinie żyje 3,5 tys. uchodźców, przede wszystkim w Bihaciu i Velika Kladuša. 7 sierpnia 2019 18 migrantów zostało rannych podczas próby przekroczenia przejścia granicznego między Bośnią i Hercegowiną a Chorwacją. 11 grudnia 2020 komisarz Rady Europy Dunja Mijatović zaapelowała o pilną pomoc dla migrantów w Bośni i Hercegowinie.

### Bułgaria

Szlak prowadzący wzdłuż rzeki Marica, na granicach Grecji, Turcji, Bułgarii

Pierwsza fala imigrantów przechodząca przez Europę, przebiegała już w 2013 roku przez Bułgarię; głównie są to Syryjczycy, Afgańczycy, Irakijczycy, Pakistańczycy, Banglijczycy. Od jesieni 2013 r. wzdłuż granicy z Turcją rozmieszczono ponad tysiąc policjantów, mających powstrzymać uchodźców. Jesienią 2013 roku Bułgaria jako pierwsza zbudowała solidne ogrodzenie wzdłuż granicy z Turcją, aby zapobiec przekraczaniu jej terytorium przez imigrantów chcących dotrzeć do państw Zachodniej i Północnej Unii Europejskiej. Wybudowano 30 km muru. Część odcinka wzdłuż granicy bułgarsko-tureckiej jest monitorowana. Według Ministerstwa Spraw Wewnętrznych Bułgarii w okolicach Ełchowa „zieloną granicę” przekraczało 85% uchodźców.
Od grudnia 2014 roku Bułgaria buduje dodatkowe 131 km ogrodzeń wzdłuż granicy z Turcją w celu zatrzymania nasilającej się fali uchodźców, co ma pozwolić na niemal całkowite ograniczenie możliwości przekroczenia „zielonej granicy” przez nielegalnych imigrantów. Na terenie Bułgarii działają gangi przemytnicze starające się wywozić uchodźców poza granice Bułgarii; większość krajowej sieci przemytu narkotyków przerzuciła się na uchodźców, gdyż przemyt ludzi przynosi wielokrotnie większe i szybsze zyski. Najczęściej przekraczają granicę w Widynie. Organizatorami przemytu uchodźców z bułgarskiej strony najczęściej są Romowie, Syryjczycy i Arabowie, posiadający bułgarskie dokumenty tożsamości i od dawna mieszkający w Bułgarii. Próby integracji uchodźców okazują się niepowodzeniem, z powodów niewystarczających środków finansowych i braku programów integracyjnych, co z kolei powoduje napięcia między uchodźcami a miejscową ludnością, zwłaszcza w miejscowościach, w których znajdują się duże ośrodki dla imigrantów. Bułgaria podjęła dodatkowe kroki na rzecz readmisji nielegalnie przebywających na jej terytorium osób.
Od 2014 roku do 2015 roku dzięki ogrodzeniu i stałej obecności ponad 1000 policjantów na granicy z Turcją uniemożliwiono przejście do Bułgarii ponad 35 tysiącom nielegalnych imigrantów. Jednak wciąż powstają nowe szlaki przechodzące przez Bułgarię. Uchodźcy do Bułgarii dostają się morzem Czarnym lub przez graniczne rzeki Rezowska, Tundża i Marica oraz góry Strandża. Siły Zbrojne Bułgarii włączyły się do pomocy policji granicznej, strzegącej także bułgarskiej granicy z Grecją i Macedonią przed nielegalnymi imigrantami.
We wrześniu 2015 szef dyplomacji, Danieł Mitow, oświadczył, że Bułgaria nie sprzeciwia się zasadniczo polityce przyjmowania ustalonej liczby uchodźców, lecz uważa, że przyjęła ich już wystarczająco wielu. Codziennie zatrzymywanych jest od 100 do 1000 uchodźców, próbujących przekroczyć nielegalnie granicę bułgarską.
We wrześniu 2015 roku Bułgaria podniosła kary za przemyt ludzi. Maksymalne grzywny za przemyt ludzi podniesiono z obecnych 1000 lewów do 20 tys. lewów. Maksymalna kara pozbawienia wolności dla przemytników wzrosła do 10 lat, a dla funkcjonariuszy do 12 lat. Rada Ministrów postanowiła przekazać dodatkowe 5 milionów lewów (2,5 miliony euro) państwowej Agencji ds. Uchodźców. Środki te przeznaczono na utrzymanie regionalnych biur agencji, przede wszystkim na przyśpieszenie wydawania dokumentów i przyznawania statusu uchodźców. Pod koniec września Bułgaria zamknęła tymczasowo jedno z trzech przejść granicznych z Turcją – Lesowo. MSW i Państwowa Agencja Bezpieczeństwa Narodowego prowadziły tam operację przeciw przemytowi migrantów. Według MSW najaktywniej w przemycie ludzi uczestniczą Romowie.
Uchodźcy kontynuując drogę na Zachód, znajdują schronienie w hostelach, prywatnych domach, głównie romskich oraz w obiektach przemysłowych. Prokurator generalny Sotir Cacarow poinformował, że od początku 2015 roku przeciw przemytnikom ludzi i organizatorom kanałów przerzutu wszczęto ponad 300 dochodzeń. Bułgarska policja zastrzeliła migranta, który przekroczył nielegalnie granicę. W grudniu 2015 roku na autostradzie w okolicach Pazardżika pozostawiono 109 przemycanych migrantów. Przewieziono ich do specjalnego ośrodka, gdzie przeszli badania medyczne, a macedoński kierowca został zatrzymany. Bułgarska policja graniczna uratowała w styczniu 2016 roku 111 uchodźców, którzy próbowali przekroczyć Maricę; grupa została przewieziona łodziami nad ranem przez tureckich przemytników i porzucona na wysepce bez ciepłej odzieży i żywności.
Human Rights Watch 20 stycznia 2016 roku poinformowała o wielu przypadkach przymusowego odsyłania migrantów do Turcji, ograbiania ich i używania przemocy fizycznej przez bułgarskich policjantów. Na południowym wschodzie powstał ruch ochotników zatrzymujących migrantów przekraczających nielegalnie granicę. W lutym 2016 roku mieszkaniec Jambołu, Dinko Walew, osobiście zatrzymał 22 migrantów i trzymał ich na celowniku do przybycia policji. Jego działania ostro potępiły Komitet Helsiński i inne organizacje broniące praw człowieka.
Szef bułgarskiego rządu ostrzegł w liście skierowanym do przewodniczącego Rady Europejskiej Donalda Tuska, że Bułgaria zablokuje porozumienie między Unią Europejską a Turcją w sprawie migracji, jeżeli nie zostaną w nim uwzględnione interesy Bułgarii. Odnosi się to do skupiania się wyłącznie na ochronie granicy morskiej między Grecją i Turcją, co może skutkować nasiloną, nieprzewidywalną zmianą kierunku migracji. Negocjacje z Ankarą nie uwzględniły lądowej i morskiej granicy Bułgarii z Turcją. Pod koniec maja 2016 roku pododdział bułgarskiej armii, składający się z 65 wojskowych i sprzętu, głównie samochodów terenowych, skierowano do wzmocnienia ochrony granicy z Grecją.
W październiku 2016 roku w Charmanli wybuchł bunt w obozie dla uchodźców. Zatrzymano ok. 300 osób odpowiedzialnych za zamieszki, głównie Afgańczyków, którzy zdewastowali budynek oraz spalili flagę Bułgarii. Bezpośrednim powodem buntu był zakaz opuszczania ośrodka. Bułgaria deportowała Afgańczyków, którzy zdewastowali ośrodek dla uchodźców w Charmanli, a ośrodek został zamknięty.
W 2019 zaczęła spadać liczba uchodźców przybywających do Bułgarii. 7 kwietnia Bułgaria wzmocniła przejścia graniczne na wypadek przybycia kolejnych migrantów. W 2020 w Bułgarii zatrzymano 298 migrantów.

### Chorwacja
Pod koniec maja 2018 furgonetka z 29 migrantami wjechała na teren Chorwacji. Policjanci oddali strzały w kierunku furgonetki; ranne zostały 4 osoby. Prezydent Kolinda Grabar-Kitarović oświadczyła, że nie podpisze porozumienia ONZ o migrantach. W 2019 zaczęła wzrastać liczba uchodźców przybywających do Chorwacji.

### Cypr
W grudniu 2018 uchodźcy zaczęli przybywać na Cypr.

### Czarnogóra
Od początku 2018 roku uchodźcy zaczęli dostawać się do Europy przez Czarnogórę.

### Czechy
22 czerwca 2018 premier Czech Andrej Babiš na posiedzeniu czeskiej Rady Bezpieczeństwa Narodowego wezwał służby ochronne Czech do mobilizacji przez napływem uchodźców z Niemiec. 27 listopada 2019 czeski rząd odrzucił unijną propozycję rozdzielenia kwot migrantów.

### Dania
W 2015 do Danii przybyło 20 tys. migrantów. 5 grudnia 2018 członkowie duńskiego rządu zapowiedzieli, że uchodźców przybywających do Europy umieszczą na wyspie Lindholm. Przed Bożym Narodzeniem 2018 władze Danii zapowiedziały, że na Lindholm zbudują ośrodek karny dla uchodźców, którzy na terenie Danii będą popełniać przestępstwa. 29 sierpnia 2022 duński rząd rozpoczął akcję wysiedlania migrantów.

### Estonia
16 listopada 2018 estoński rząd zapowiedział, że Estonia nie przystąpi do porozumienia migracyjnego ONZ, co wywołało rządowy kryzys. 27 listopada parlament Estonii poparł pakt migracyjny ONZ, co zapowiedział premier Estonii, Jüri Ratas.

### Finlandia
Juha Sipilä, premier Finlandii, zaoferował swój dom jako schronienie dla uchodźców starających się o azyl w tym kraju. W 2015 do Finlandii przybyło ok. 32 tys. uchodźców, w 2016 – ok. 5,6 tys. Z powodu niesprzyjających warunków w Finlandii część uchodźców wycofała wnioski o azyl i wróciła do Szwecji. Na początku 2019 w Finlandii zaczęło dochodzić do przestępstw na tle seksualnym z udziałem uchodźców. Kryzys migracyjny zadłużył Finlandię. 18 listopada 2023 z obawy przed uchodźcami Finlandia zamknęła cztery przejścia graniczne z Rosją, zaś 28 listopada ostatnie.

### Francja

Uchodźcy uciekający przed wojną i brakiem bezpieczeństwa w Iraku i Syrii przybywają na wyspę Lesbos, 2015 rok

Niektórzy z uchodźców próbują dostać się do Wielkiej Brytanii przez Eurotunel lub promami z Calais. Z tego powodu w okresie sierpień–wrzesień 2015 część z pociągów i promów została wstrzymana. W obszarze Calais powstały obozy uchodźców określane jako „Calais jungle”. W największym z obozów położonym 5 km od centrum miasta przebywało ponad 1000 osób (stan na kwiecień 2015). Od 2016 policja we Francji systematycznie likwiduje obozowiska uchodźców. Pod koniec lipca 2017 prezydent Francji Emmanuel Macron zapowiedział pomoc Francji dla uchodźców przez utworzenie hotspotów. Na początku października 2017 Emmanuel Macron zapowiedział, że do 2019 Francja zamierza przyjąć 10 tys. uchodźców. 24 października 2017 Francuzi podjęli decyzję o usunięciu uchodźców z Calais. Jesienią 2017 imigrant z Erytrei zgwałcił recepcjonistkę hotelu w Calais. 1 lutego 2018 doszło do strzelaniny w Calais, w której zostało rannych czterech imigrantów z Afganistanu i Erytrei. W 2018 Francja zaczęła odsyłać migrantów do Hiszpanii; od stycznia do września 2018 odesłała ich 9 tysięcy. 20 marca 2018 w Lourdes odbyła się sesja francuskich biskupów poświęcona kryzysowi migracyjnemu. 27 listopada 2018 przechwycono dwie łodzie z migrantami na kanale La Manche. 8 lutego 2019 Francja odmówiła przyjęcia kolejnych migrantów. 8 października 2019 ze względu na wzrost liczby migrantów przybywających do Francji, premier Francji Édouard Philippe zapowiedział możliwość wprowadzenia kwot migrantów. 6 listopada 2019 Édouard Phillippe cyt. "przedstawił projekt reformy migracyjnej i zapowiedział wprowadzenie kwot imigrantów". 3 września 2020 na kanale La Manche zatrzymano 409 migrantów. 29 listopada władze Wielkiej Brytanii i Francji zaostrzyły walkę z nielegalną imigracją przez kanał La Manche. 23 grudnia członkowie francuskiego rządu zapowiedzieli, że wesprą migrantów w walce z COVID-19 i zachęcili migrantów do składania wniosków o francuskie obywatelstwo. 11 września 2021 we Francji uratowano 126 migrantów, którzy usiłowali dostać się drogą morską do Wielkiej Brytanii.

### Grecja
Jednym z częstszych celów uchodźców jest dostanie się na greckie wyspy położone blisko granicy z Turcją – Chios, Lesbos i Kos. W latach 2008–2012 duża liczba imigrantów dotarła do Turcji i Grecji. Wynikiem tego było wysłanie dodatkowych 1800 policjantów do patrolowania granicy Grecji.
Łącznie w 2015 roku do Grecji trafiło ponad 160 tysięcy osób (stan na wrzesień). 16 września 2016 na Lesbos papież Franciszek spotkał się z uchodźcami. Od kwietnia 2017 wielu uchodźców znalazło schronienie na wyspie Silos za zgodą jej mieszkańców. Jesienią 2017 uchodźcy w Grecji zrozumieli, że nie mają szans na zamieszkanie na terenie Grecji i postanowili wrócić do swoich krajów. W połowie marca 2018 ponownie zwiększyła się liczba uchodźców przybyłych na wyspę Lesbos. W połowie kwietnia i maja 2018 zwiększyła się liczba uchodźców przybywających na terytorium całej Grecji. Jesienią 2018 nad uchodźcami w Grecji zaczęło znęcać się Państwo Islamskie. W styczniu 2019 cyt. „na greckie wyspy we wschodniej części Morza Egejskiego przybyło ponad 2 tys. migrantów. Na początku kwietnia 2019 pod Salonikami doszło do starć migrantów z policją, gdy migranci próbowali cyt. „przedostać się w kierunku granicy z Macedonią Północną. 15 lipca 2019 członkowie nowo utworzonego rządu Grecji zapowiedzieli, że przybywających do Grecji migrantów będą przesyłać do Turcji; tego samego dnia premier Grecji, Kiriakos Micotakis, zapowiedział, że Grecja wzmocni granice dla ochrony przed migrantami. 30 sierpnia do wybrzeży Grecji przybyło cyt. „z Turcji na 16 łodziach i kutrach 650 migrantów”. W latach 2018–2019 władze Grecji przesłały do Turcji 60 tys. migrantów. Pod koniec 2019 zaczęła wzrastać liczba migrantów przybywających do Grecji.13 lutego 2020 w Atenach wybuchły zamieszki przeciwko budowie nowego obozu dla uchodźców na Lesbos. 26 lutego premier Micotakis zaapelował do uchodźców, żeby nie przyjeżdżali do Grecji. 28 lutego przechwycono na granicy grecko-tureckiej kilkuset migrantów, którzy chcieli się przedostać z Grecji do Turcji. 1 marca zatrzymano 500 osób; doszło do zamieszek. W dniach 7-8 marca ponownie doszło do zamieszek. 8 marca Grecja uszczelniła granicę z Turcją, wysyłając wojsko i policję. 13 marca władze Grecji zapowiedziały dla uchodźców kwotę w wysokości 2 tys. euro w zamian za powrót do ich krajów. We wrześniu 2020 wybuchły pożary w ośrodkach dla uchodźców na wyspach Lesbos (w największym z obozów dla uchodźców w Europie, Moria) i Samos. 29 marca 2021 komisarz UE ds. migracji, Ylva Johansson, zapowiedziała, że cyt. "UE przeznaczy 276 mln euro na budowę obozów dla migrantów na greckich wyspach". W tym samym roku w Grecji powstały getta dla uchodźców. Jesienią 2021 z obawy przed imigrantami Grecy otworzyli nowy obóz dla uchodźców.

### Hiszpania

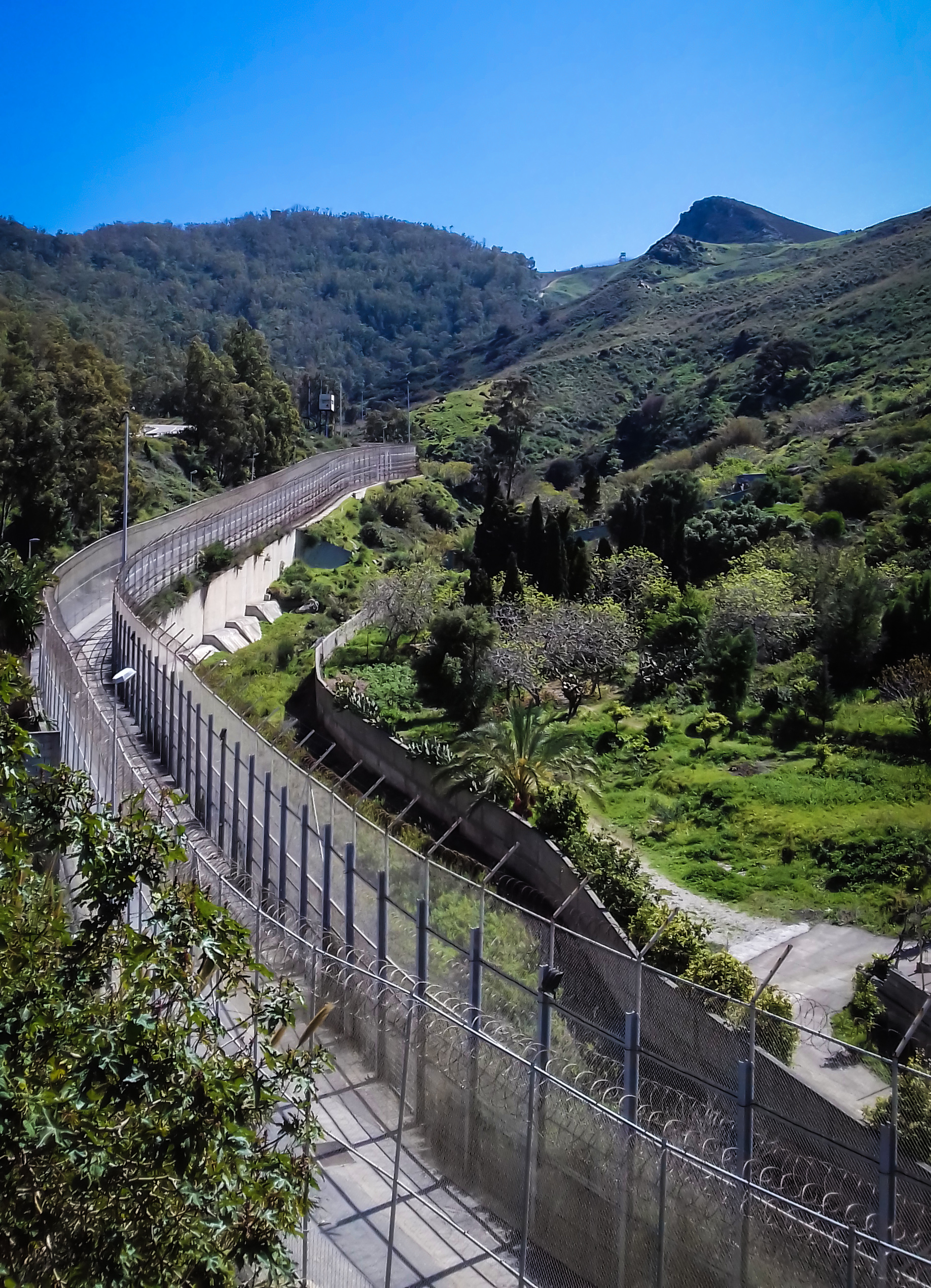
Granica hiszpańsko-marokańska w Ceucie nie raz była używana do przedostawania się nielegalnych imigrantów z Afryki

21 listopada 2017 300 uchodźców próbowało przedostać się przez płot między Hiszpanią a Marokiem. Wcześniej u wybrzeży Hiszpanii złapano 44 łodzie z 650 migrantami, z których 519 osadzono w więzieniu w pobliżu Malagi (zabrakło dla nich miejsca w hiszpańskim ośrodku dla uchodźców). Na początku stycznia 2018 migranci wdarli się do Hiszpanii przez granicę Maroka z hiszpańską enklawą Melilla. 21 czerwca 2018 szef hiszpańskiego MSW Pedro Sánchez uznał, że Unia Europejska powinna cyt. „wprowadzić system kwot uchodźców rozdzielanych pomiędzy poszczególnymi krajami członkowskimi”. W lipcu 2018 liczba uchodźców przybywających do Hiszpanii wzrosła do tego stopnia, że Hiszpania zwróciła się o pomoc do Komisji Europejskiej.
Do połowy lipca przybyło do Hiszpanii 18 tys. migrantów. W dniach 20–23 lipca 2018 do Hiszpanii przybyło 1226 migrantów. 26 lipca 2018 migranci sforsowali płot między Marokiem a Ceutą i przedostali się na teren Hiszpanii. 9 sierpnia 2018 Hiszpania przyjęła statek z migrantami, który wydaliły ze swojego terytorium Włochy. W sierpniu 2018, Hiszpania wydaliła do Maroka 116 migrantów, którzy wcześniej wdarli się do Ceuty. Nie powstrzymało to jednak kolejnych migrantów, którzy ponownie dostali się do Ceuty. Pod koniec października 2018 ponownie zwiększyła się liczba uchodźców przybywających do Hiszpanii. 21 października 2018 cyt. „około 200 migrantów przedostało się do enklawy Mellili na granicy z Marokiem”. 7 grudnia 2018 hiszpańskie Ministerstwo Spraw Wewnętrznych poinformowało o zwiększaniu się liczby uchodźców przybywających do Hiszpanii. W 2018 do Hiszpanii przybyły 62 tys. uchodźców; azyl dostało tylko 24%. 14 stycznia 2019 Hiszpania przyjęła 493 migrantów; zatrzymując jednocześnie w porcie statek ratowniczy, który ich przywiózł. Aby zapobiec dalszemu dostawaniu się uchodźców do Hiszpanii, 9 lutego 2019 cyt. „w porcie w Melilli zainstalowano zasieki przeciw migrantom”. 18 maja 2019 cyt. „członkowie prawicowej partii Vox złożyli pozew przeciw nielegalnym imigrantom”. 17 czerwca w Ceucie doszło do zamieszek, po których zatrzymano 40 migrantów. 30 sierpnia cyt. „ponad 150 migrantów wdarło się do Ceuty, raniąc 11 żandarmów”. Jesienią 2020 migranci zaczęli przybywać na Wyspy Kanaryjskie. 19 listopada władze Wysp Kanaryjskich skierowały uchodźców do hoteli, które opustoszały z powodu pandemii COVID-19. 23 listopada premier Hiszpanii Pedro Sanchéz zwrócił się z prośbą do mieszkańców Wysp Kanaryjskich o przyjmowanie uchodźców. 1 grudnia władze Hiszpanii zapowiedziały, że zamkną obóz dla uchodźców na Wyspach Kanaryjskich. Na początku 2021 migranci zaczęli ponownie przybywać na Wyspy Kanaryjskie. 28 marca 2021 przypłynęło wpław do Melilli dziewięciu Marokańczyków. W maju 2021 migranci ponownie przybyli do Ceuty, co zmusiło władze Hiszpanii do wysłania wojska na granicę z Marokiem. Na początku 2024 wzrosła liczba migrantów przybywających do Hiszpanii; ponownie wzrosła ich liczba we wrześniu.

### Holandia
Na początku 2019 migranci zaczęli przybywać do Holandii. 19 listopada na statku płynącym z Holandii do Wielkiej Brytanii znaleziono 25 migrantów. 1 września 2021 premier Holandii Mark Rutte zapowiedział, że Holandia nie przyjmie uchodźców. W 2022 wzrosła liczba migrantów przybywających do Holandii.

### Litwa
Od grudnia 2015 r. na Litwę przybyło 468 uchodźców; 361 z przybyłych zgłosiło chęć opuszczenia Litwy i wyjechania do Skandynawii lub Niemiec. W 2021 na Litwę przybyło tylu migrantów, że władze Litwy wprowadziły stan wyjątkowy. 24 czerwca 2021 wybuchł bunt w obozie dla migrantów w Podbrodzie. 2 lipca przewodnicząca Komisji Europejskiej, Ursula von der Leyen, obiecała wsparcie dla Litwy.

### Łotwa
7 grudnia 2018 parlament Łotwy odrzucił porozumienie migracyjne ONZ. 10 sierpnia 2021 władze Łotwy wprowadziły stan wyjątkowy w związku z napływem migrantów z Białorusi. Z obawy przed napływem uchodźców z Białorusi władze Łotwy postanowiły zbudować płot na granicy z Rosją.

### Macedonia
W sierpniu 2015 uchodźcy dostali się do Macedonii. 20 sierpnia 2015 Macedonia wprowadziła stan nadzwyczajny w związku z napływem uchodźców. Na granicę macedońską zostało wysłane wojsko, co spowodowało zamieszki, cyt. „a kilkunastu uchodźców zostało rannych”. Władze pozwoliły na wpuszczenie uchodźców do Macedonii; latem 2015 przeszło 42 tys. migrantów. Postanowiono wówczas uszczelnić granicę macedońsko-grecką, co wywołało bunt uchodźców i w konsekwencji przymus ich wpuszczenia. 3 i 4 grudnia 2015 doszło do zamieszek na granicy macedońsko-greckiej. Na początku 2016 do Macedonii przybyły setki uchodźców z Grecji; niektórzy z nich zostali wpuszczeni na teren kraju, tak że 24 lutego władze Macedonii musiały zamknąć granicę kraju. 2 marca 2016 imigranci próbowali sforsować przejście macedońskie. Wiosną 2017 wysłano funkcjonariuszy granicznych z Polski, aby chronili Macedonię przed napływem uchodźców.

### Malta
Pod koniec lipca 2018 r. Malta zamknęła wraz z Włochami swoje porty dla prywatnych organizacji, które pomagają uchodźcom. Na przełomie 2018 i 2019 Malta zgodziła się przyjąć uchodźców. 28 marca 2019 siły maltańskie odbiły statek, którzy porwali migranci z Libii. 28 lipca 2020 na Malcie uratowano 95 migrantów z tonącego pontonu.

### Niemcy

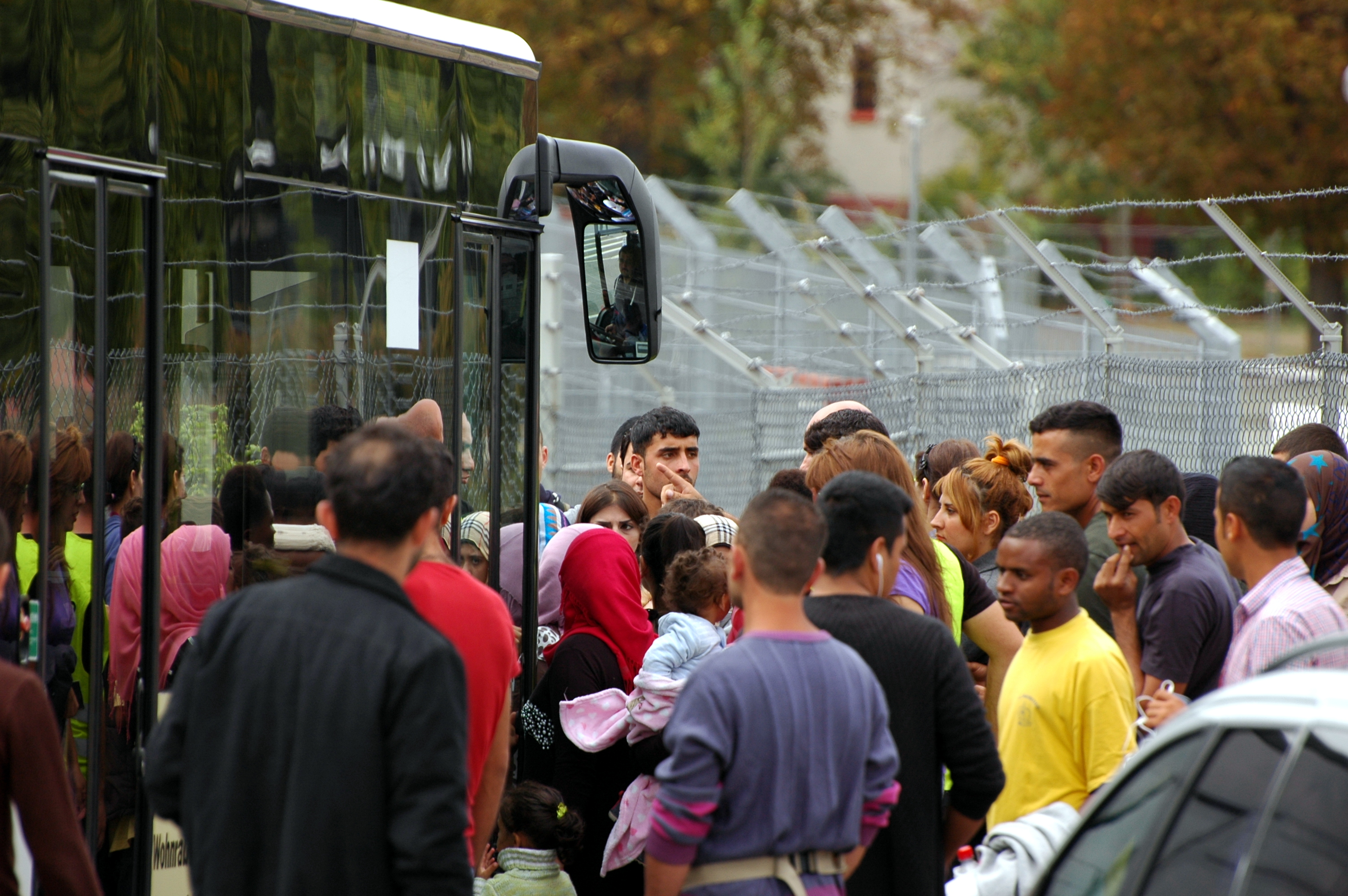
uchodźcy w Heidelbergu

W Konwencji dublińskiej postanowiono, że złożony przez uchodźcę wniosek o azyl rozpatrywany będzie przez państwo UE, do którego uchodźca przyjechał w pierwszej kolejności. Jednak większość uchodźców nie stara się o azyl we Włoszech bądź Grecji, lecz podróżuje dalej, najczęściej do Niemiec. Niemcy jednak zrezygnowały z odsyłania uchodźców z Syrii do państw, przez które podróżowali. To działanie spotkało się z krytyką organizacji charytatywnych z powodu nierejestrowania części uchodźców i przymykania oczu na ich podróż na północ Europy. W okresie od wiosny 2015 do wiosny 2016 spośród przybyłych do Niemiec uchodźców zatrudnienie znalazło ponad 30 000. Natomiast w okresie od lata 2015 do lata 2016 w Niemczech znalazło pracę 43 600 osób.

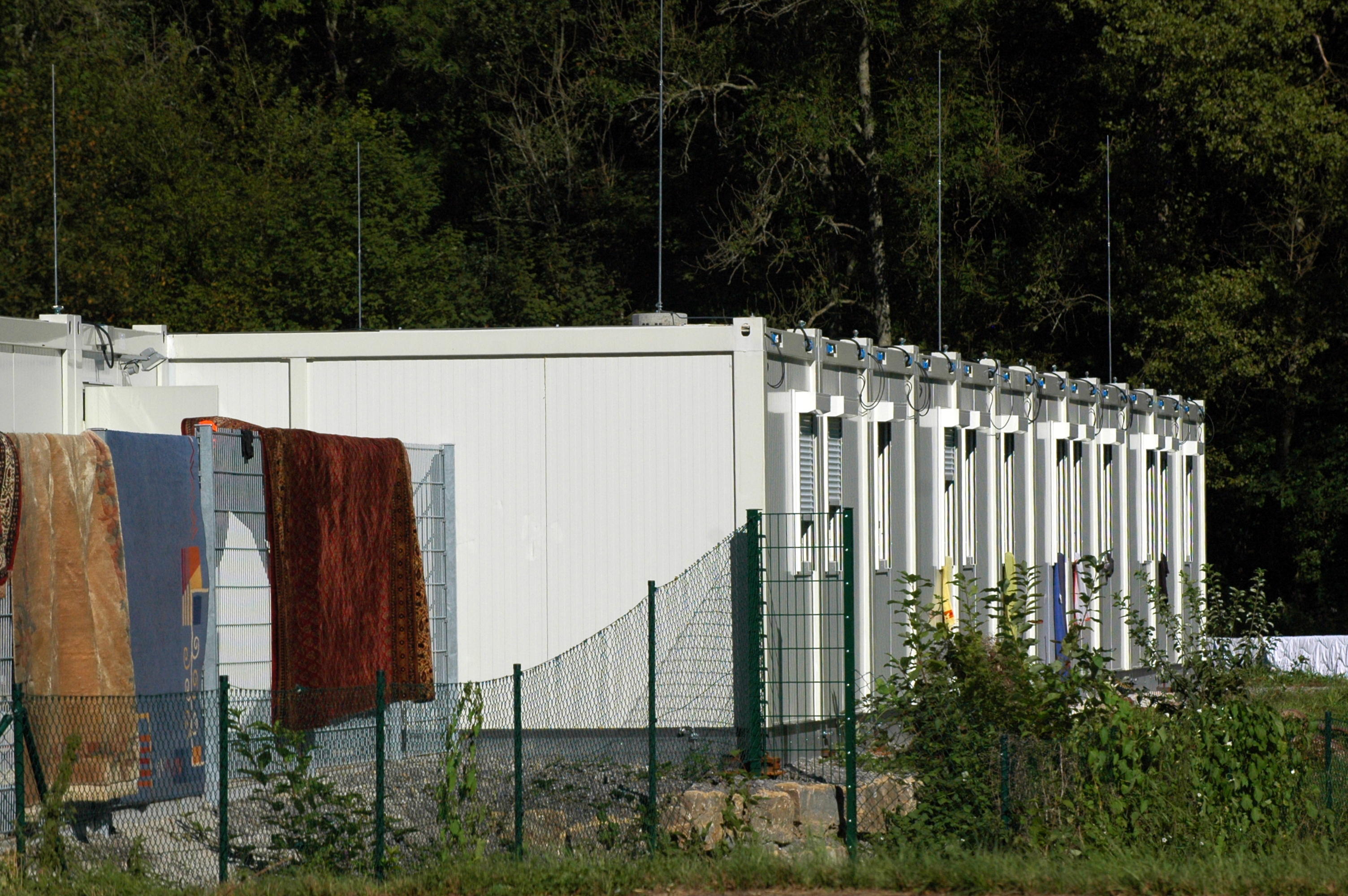
Miasteczko kontenerowe z przeznaczeniem dla uchodźców w jednym z niemieckich miast.

Według Centralnego Rejestru Cudzoziemców do Niemiec w latach 2016–2017 przybyło 1,9 mln obcokrajowców. W 2017 r. wydalono z Niemiec prawie 24 tys. uchodźców, którym nie przyznano azylu. Na początku grudnia 2017 rząd Niemiec zaczął zachęcać uchodźców do opuszczenia przez nich Niemiec; w zamian uchodźcy mieliby otrzymywać premię. Nie przyniosło to jednak spodziewanych rezultatów; w 2018 w Niemczech zaczęła wzrastać liczba uchodźców. Na początku lutego 2018 Niemcy zadecydowały, że z powodu zaporowych warunków zaprzestaną przyjmowania uchodźców. 26 kwietnia 2018 szef niemieckiego MSW, Horst Seehofer, zaproponował utworzenie w Niemczech ośrodków dla uchodźców. 4 maja 2018, po zatrzymaniu imigranta z Togo w schronisku dla uchodźców w Ellwangen doszło do starć migrantów z policją. W połowie czerwca 2018 kanclerz Niemiec, Angela Merkel zdecydowała, że Niemcy będą przyjmować 1000 migrantów miesięcznie, spełniających rygorystyczne warunki, które dotyczyłyby np. posiadania dokumentów. 3 lipca 2018 Merkel, w ramach porozumienia z Horstem Seehoferem, szefem koalicyjnej partii CSU, zdecydowała się na utworzenie tzw. stref tranzytowych dla uchodźców na granicy Niemiec z Austrią, aby umożliwić przyspieszone deportacje uchodźców, którzy nie są uprawnieni do poszukiwania azylu w Niemczech. Od początku kryzysu do sierpnia 2018 cyt. „ponad 300 000 uchodźców znalazło w Niemczech pracę”. Wieczorem, 9 września 2018, w Köthen dwóch migrantów skatowało Niemca, który wdał się z nimi w kłótnię. Następnego dnia po jego śmierci w Köthen odbyła się demonstracja. W 2018 Brandenburgia wstrzymała napływ uchodźców. Na początku 2018 w Niemczech cyt. „spadła liczba uchodźców ubiegających się o azyl”. 2 lutego 2019 Horst Seehofer – ówczesny minister spraw wewnętrznych – zapowiedział, że uchodźcy, którzy utrudniają deportację z Niemiec, nie dostaną zgody na pobyt w Niemczech. W połowie lutego 2019 okazało się, że nielegalni uchodźcy, którzy są wydalani z Niemiec, powracają do nich. Pod wpływem tego wydarzenia kanclerz Niemiec zapowiedziała, że jeśli kryzys migracyjny zostanie wznowiony, władze Niemiec nie wykluczą zamknięcia granic kraju. 4 czerwca 2019 rząd Niemiec ustanowił nowe prawo, które utrudniłoby migrantom przybywanie do Niemiec. W połowie sierpnia 2019 uchodźcy z Syrii przebywający w Niemczech zaczęli powracać do Syrii. 18 sierpnia 2019 cyt. „Horst Seehofer zagroził odbieraniem statusu uchodźcy i deportacjami migrantom, którzy jeżdżą na urlop do Syrii”. 15 września Seehofer zapowiedział, że Niemcy przyjmą 25 procent uratowanych uchodźców z Włoch. W 2019 do Niemiec powróciło 28 tys. wydalonych imigrantów. W odpowiedzi na to minister spraw wewnętrznych Horst Seehofer cyt. "zapowiedział opracowanie przepisów, które umożliwią na czas sprawdzania ponownego wniosku o azyl zatrzymanie w areszcie tych imigrantów, którym zablokowano możliwość powtórnego wjazdu do kraju". 2 marca 2020 władze Niemiec zapowiedziały zamknięcie granic Unii Europejskiej dla uchodźców. Cyt. "W Niemczech w 2020 r. doszło do 1606 ataków na uchodźców, średnio było ich ponad cztery dziennie". Na początku września 2022 podano, że "liczba nielegalnych migrantów przekraczających granicę gwałtownie wzrasta". 30 października 2023 niemiecki minister finansów Christian Lindner opowiedział się za cięciami dla migrantów. W 2023 ponownie wzrosła liczba uchodźców przybywających do Niemiec. 5 września 2024 "specjalny przedstawiciel rządu Niemiec do spraw porozumień migracyjnych Joachim Stamp zaproponował deportację do Rwandy migrantów, którzy nielegalnie przybywają do Unii Europejskiej przez jej granicę z Białorusią".

### Norwegia
10 sierpnia 2017 norweska minister finansów Siv Jensen zadeklarowała, że Norwegia nie przyjmie uchodźców, którzy nie znają języka norweskiego.

### Polska
W wyniku napływu uchodźców do Europy, zgodnie z decyzją KE w sprawie przyjęcia uchodźców od Grecji i Włoch, do Polski miało trafić 2659 osób. Dodatkowo do Polski miały przyjechać 962 osoby (głównie z Syrii) w ramach przesiedlenia uchodźców znajdujących się obecnie poza granicami UE. Później ze względu na ciągle zwiększającą się liczbę imigrantów, Unia Europejska zaproponowała Polsce większą liczbę – ok. 10 000.
Spośród cudzoziemców ubiegających się w Polsce o azyl status uchodźcy otrzymują najczęściej Syryjczycy. W 2014 roku spośród 262 cudzoziemców, którzy zostali objęci tą formą międzynarodowej ochrony aż 115 stanowili Syryjczycy.
W 2015 roku fundacja Estera razem z Barnabas Fund przyjęły do Polski 50 syryjskich rodzin, zapewniając im zakwaterowanie i środki na życie. W marcu 2017 roku Miriam Shaded, prezes fundacji Estera, w odpowiedzi na liczne doniesienia jakoby wszyscy sprowadzeni uchodźcy opuścili Polskę oświadczyła, że pozostało około 25% sprowadzonych Syryjczyków, reszta zdecydowała się wyjechać.
We wrześniu 2015 w Gdańsku miał miejsce protest przeciwko przyjmowaniu przez Polskę imigrantów.
13 czerwca 2017 Rzecznik Prasowy Ministerstwa Spraw Zagranicznych na stronie internetowej umieścił oświadczenie, w którym można było przeczytać, że „w roku 2016 Polska przyjęła ponad milion migrantów i uchodźców z Ukrainy i zza wschodniej granicy”. Z danych Ministerstwa Rodziny, Pracy i Polityki Społecznej wynika, że w 2016 roku wydano 127 394 zezwolenia na pracę cudzoziemca w Polsce, oraz w ramach uproszczonej procedury zarejestrowano 1 314 127 oświadczeń o zamiarze powierzenia pracy cudzoziemcowi. Z uproszczonej procedury ubiegania się o pracę mogą korzystać obywatele Ukrainy, Rosji, Białorusi, Gruzji, Mołdawii, Armenii, i umożliwia to zatrudnienie ich na maksymalnie sześć miesięcy. Poza pracującymi cudzoziemcami odnotowanymi w statystykach Ministerstwa Rodziny, Pracy i Polityki Społecznej uwzględnić należy niepracujących cudzoziemców odnotowanych w statystykach Urzędu do Spraw Cudzoziemców. W 2016 roku w Polsce 12 319 osób złożyło wniosek o udzielenie pomocy międzynarodowej, 54 osoby otrzymały azyl, 11 628 osób złożyło wnioski na pobyt stały, 127 424 osób złożyło wnioski na pobyt czasowy.
Na 1 stycznia 2017 roku prawo pobytu na terytorium Polski posiadało łącznie 266 218 obcokrajowców (nie uwzględniono osób z wizami wydanymi przez konsulaty RP), z czego 1306 to osoby posiadające status uchodźcy oraz 1837 osób posiadających prawo pobytu ze względów humanitarnych. 24 czerwca 2017 Platforma Obywatelska zadeklarowała, że popiera przyjęcie uchodźców. Sprzeciwiło się temu Prawo i Sprawiedliwość. 3 lipca 2018 szef polskiego MSZ, Jacek Czaputowicz, zapowiedział, że Polska jest gotowa na współpracę z Niemcami w sprawie migracji. 22 sierpnia 2018 podczas konferencji prasowej w Nowej Zelandii prezydent Rzeczypospolitej Polskiej Andrzej Duda zapowiedział, że Polska nie przyjmie uchodźców. W 2018 Polacy pomogli w kryzysie migracyjnym w Grecji, we Włoszech i na Cyprze. 9 stycznia 2019 minister do spraw pomocy humanitarnej Beata Kempa stwierdziła w Brukseli, że cyt. „przyjmowanie uchodźców czy migrantów nie jest dobrą odpowiedzią na kryzys migracyjny”. Tego samego dnia w Polsce odbyła się konferencja prasowa, w której wzięli udział wicepremier Włoch, Matteo Salvini i szef MSWiA, Joachim Brudziński. Podczas tej konferencji Salvini zapowiedział, że Włochy nie przyjmą uchodźców.  Od dnia 7 sierpnia 2021 do dnia 9 sierpnia 2021 Polska Straż Graniczna zatrzymała 349 nielegalnych imigrantów na granicy polsko-białoruskiej. Od początku sierpnia do 18 sierpnia 2021 roku 1935 imigrantów próbowało nielegalnie przedostać się do Polski od strony Białorusi. 19 czerwca 2023 Polska zapowiedziała całkowite odstępstwo od solidarności w sprawie uchodźców. 16 listopada na spotkaniu liderów państw UE w Zagrzebiu premier Mateusz Morawiecki zapowiedział, że Polska nie przyjmie uchodźców.

### Portugalia
Już w 2015 Portugalia zgodziła się przyjąć uchodźców. W 2016 Portugalia ponownie zobowiązała się przyjąć uchodźców, jednak uchodźcy nie zgodzili się na pobyt w tym kraju. Obecnie uchodźcy przebywający w Portugalii opuszczają kraj i kierują się do Niemiec; 15 lipca 2018 Portugalia wraz z Hiszpanią przyjęły po 50 uchodźców. Na początku 2018 50 procent uchodźców przebywających w Portugalii opuściło kraj. Pod koniec października 2018 Portugalia zobowiązała się przyjąć uchodźców z Grecji. 22 lutego 2019 parlament Portugalii zgodził się przyjąć uchodźców, którzy w 2018 opłacili składki na ubezpieczenie społeczne. W 2019 w Portugalii cyt. "wykryto prawie 800 firm zatrudniających nielegalnych imigrantów".

### Rumunia
Pod koniec sierpnia 2017 Rumunia zobowiązała się przyjąć uchodźców z Włoch i Grecji.

### Serbia
W 2015 do Serbii z Chorwacji przybyło 20 tys. uchodźców, cyt. „w związku z czym premier Serbii Zoran Milanović polecił zamknięcie siedmiu z ośmiu przejść granicznych”. Premier Serbii zdecydował się wysłać kolejnych uchodźców na Węgry.

### Słowacja
29 października 2018 członkowie rządu Słowacji zapowiedzieli, że Słowacja przyjmie 250 uchodźców. 25 listopada 2018 premier Słowacji, Peter Pellegrini, zapowiedział, że Słowacja nie podpisze porozumienia migracyjnego ONZ. Spowodowało to dymisję ministra spraw zagranicznych Słowacji, Miroslava Lajczaka. 20 września 2019 Pellegrini sprzeciwił się planowi redystrybucji migrantów. W 2023 migranci zaczęli przybywać do Słowacji, co spowodowało 30 października wysłanie na granicę Węgier ze Słowacją policji i wojska.

### Słowenia
W 2015 do Słowenii przybyło 11 tys. uchodźców.

### Szwecja
Od 2016 roku przed przyjęciem uchodźców Szwecja dokładnie ich weryfikuje. 1 czerwca 2016 Szwecja zaostrzyła prawo migracyjne. W listopadzie 2018 w Szwecji doszło dwukrotnie do gwałtów ze strony migrantów. 4 marca 2021 w miejscowości Vetlanda imigrant z Afganistanu zranił nożem siedem osób.

### Turcja
Od 2016 cyt. „Ankara ogranicza napływ migrantów (...) do Europy, za co otrzymuje środki dla około 3 mln migrantów przebywających w Turcji”. W marcu 2018 Komisja Europejska zaproponowała pomoc finansową dla uchodźców przebywających w Turcji. Pomoc finansowa miałaby pochodzić zarówno od Komisji Europejskiej, jak i państw członkowskich Unii Europejskiej. W połowie marca 2018 Turcja zagroziła Europie napływem kolejnych migrantów; powtórzyła swoją groźbę na początku kwietnia. W Wielki Piątek 2018 r. po śmiertelnym wypadku drogowym z udziałem migrantów zatrzymano 13 nielegalnych migrantów. 30 czerwca 2018 cyt. „szef tureckiej dyplomacji Mevlut Cavusoglu ostrzegł Unię Europejską, że jeśli Bruksela nie spełni żądań Ankary, to dojdzie do zerwania porozumienia w sprawie powstrzymywania napływu imigrantów do krajów zachodnich”. 11 sierpnia 2019 władze Turcji zaostrzyły kurs wobec migrantów z Syrii. 10 października 2019 prezydent Turcji Recep Tayyip Erdoğan zagroził przesłaniem z Turcji do UE uchodźców z Syrii, jeśli UE uzna działania militarne Turcji wobec Syrii za ofensywę i okupację. 26 października groźba została ponowiona. 31 października 2019 Komisja Europejska przeznaczyła cyt. "633 mln euro na pomoc dla uchodźców w Turcji". 7 marca 2020 członkowie straży przybrzeżnej Turcji zapowiedzieli, że nie przepuszczą migrantów na Morze Egejskie. 19 marca 2021 władze Turcji oskarżyły grecką straż przybrzeżną o zabicie trzech migrantów na Morzu Egejskim.

### Watykan
29 listopada 2018 Watykan wezwał do podpisania Globalnego Paktu ws. Migracji.

### Węgry
Od początku 2015 roku węgierska policja zatrzymała ponad 67 000 nielegalnych imigrantów, którzy w większości trafili na Węgry przez terytorium Serbii. W ciągu tygodnia na terytorium Węgier przybywało średnio ok. 1000 imigrantów. W związku z tym 17 lipca 2015 roku rząd węgierski zdecydował o zamknięciu zielonej granicy na odcinku węgiersko-serbskim. Tymczasowy płot w celu zabezpieczenia granicy ma mieć długość ok. 175 km i wysokość 4 m. Premier Węgier, Viktor Orbán oświadczył, że nie wyklucza zbudowania bezprecendesowego muru pomiędzy dwoma państwami członkowskimi Strefy Schengen – Węgrami i Chorwacją.
Na początku września zaczęto przewozić uchodźców z terytorium Węgier do Austrii. 102 autokary przewiozły do Austrii ok. 4500 uchodźców, którzy przez kilka dni koczowali na stacji kolejowej Budapest Keleti.
Viktor Orbán oświadczył, że po 15 września 2015 roku granice Węgier zostaną zamknięte, obstawione przez policję oraz, jeśli Zgromadzenie Narodowe wyda zgodę, na węgierskiej granicy zostaną rozmieszczone wojska. 20 września 2015 minister spraw zagranicznych Węgier, Peter Szijiarto, skrytykował władze Chorwacji za przemycanie uchodźców z terytorium Chorwacji na Węgry. W 2017 na Węgry trafiło około 1300 uchodźców. W połowie stycznia 2018 Orbán zdecydował, że Węgry przyjmą uchodźców pod warunkiem, że władze Budapesztu same będą decydować, kogo chcą przyjąć. Miesiąc później, w połowie lutego 2018, Orbán zdecydował o przedłużeniu stanu wyjątkowego na Węgrzech, spowodowanego kryzysem migracyjnym. 21 lutego 2018 Orbán zaproponował stały mechanizm przyjmowania przez Węgry uchodźców; byłaby to procedura uruchamiana w przypadku kolejnych kryzysów migracyjnych. 4 maja 2018 Orbán sprzeciwił się wydawaniu pieniędzy unijnych dla migrantów. 21 czerwca 2018 Węgry zaostrzyły prawo migracyjne, wprowadzając karę za pomoc uchodźcom. 19 lipca 2018 Komisja Europejska pozwała Węgry do Europejskiego Trybunału Sprawiedliwości za nieprzyjmowanie uchodźców. W odpowiedzi na pozew wiceminister sprawiedliwości Pal Voelner zapowiedział, że Węgry nie złagodzą pakietu ustaw antyimigracyjnych „Stop Soros”. Na początku września 2019 na Węgrzech zatrzymano lub uniemożliwiono dostanie się na terytorium kraju 211 migrantom. 4 września przedłużono na Węgrzech stan wyjątkowy. 19 stycznia 2023 podczas wizyty w Grecji Peter Szijarto zapowiedział, że Węgry podczas prezydencji Rady Unii Europejskiej podejmą zdecydowane działania przeciw nielegalnej imigracji. 8 września 2024 władze Węgier zagroziły władzom Belgii przewozem migrantów do Brukseli.

### Wielka Brytania
W 2016 roku w Newham, dzielnicy Londynu 73 procent mieszkańców stanowili ciemnoskórzy mieszkańcy. 18 września 2018 rządowa komisja ds. migracji stwierdziła, że po wyjściu Wielkiej Brytanii z Unii Europejskiej kraj powinien wdrożyć taki sam system imigracyjny, jaki jest w Kanadzie. Tego samego dnia stwierdzono, że migranci, którzy osiedlili się na terenie Unii Europejskiej co roku do brytyjskiego fiskusa dają 2,300 funtów więcej niż mieszkańcy Wielkiej Brytanii. 10 stycznia 2019 zatrzymano kierowcę ciężarówki, który próbował wwieźć na teren Wielkiej Brytanii 27 nielegalnych migrantów; uchodźcy zostali zatrzymani. W dniach 18–19 maja 2019 zatrzymano u wybrzeży Wielkiej Brytanii ponad 50 nielegalnych migrantów. 29 listopada 2020 władze Wielkiej Brytanii i Francji zaostrzyły walkę z migrantami przepływającymi przez kanał La Manche. 7 września 2021 przypłynęło do Wielkiej Brytanii 1000 nielegalnych migrantów.

### Włochy

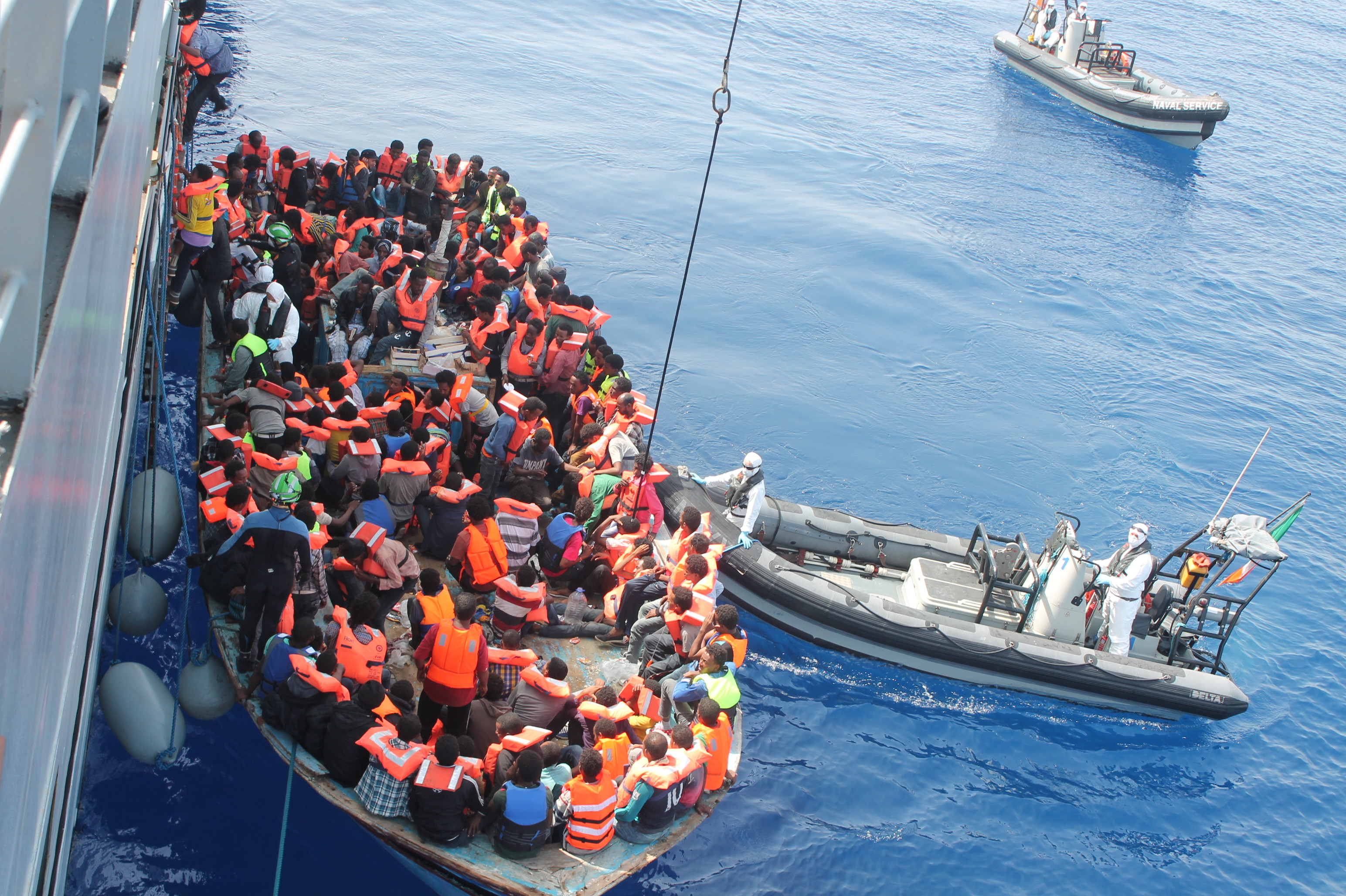
Unijna operacja Triton

Większość imigrantów, którzy przepłynęli Morze Śródziemne, trafiała początkowo na włoską wyspę Lampedusa oraz do bazy w Katanii.
W 2011 roku Włochy przyjęły 61 000 uchodźców z północnej Afryki. W lipcu 2013 papież Franciszek podczas swojej pierwszej podróży przyleciał na Lampedusę i pomodlił się za imigrantów.
W roku 2014 drogą morską do Włoch trafiło ponad 170 000 imigrantów z czego około 140 000 przypłynęło z Libii. 20 czerwca 2017 w miejscowościach Bozzolo i Barbiana z uchodźcami spotkał się papież Franciszek. Tego samego dnia w Rzymie zbudowano obóz dla uchodźców z powodu nadmiernej liczby uchodźców na Półwyspie Apenińskim (120 tysięcy). Do końca lipca 2017 do Włoch przybyło 85 tys. migrantów. Pod koniec lipca 2017 Włochy postanowiły wesprzeć libijską straż przybrzeżną, aby zatrzymać napływ migrantów do Europy. Wzbudziło to jednak obawy, że może zwiększyć się liczba ofiar śmiertelnych kryzysu. Około połowy sierpnia, z powodu popierania przez Włochy odsyłania statków z migrantami, Libia zagroziła Włochom bombardowaniem ich statków. 1 października 2017 w Bolonii z uchodźcami ponownie spotkał się papież Franciszek. 24 listopada 2017 służby z Włoch i Libii uratowały na Morzu Śródziemnym 660 migrantów; odsyłając ich do Libii. Od listopada 2017 zaczęła spadać liczba migrantów przybywających do Włoch. 19 marca 2018 włoska prokuratura zajęła statek hiszpańskiej organizacji pomocowej, na którym znajdowało się 218 migrantów. 21 kwietnia 2018 we Włoszech uratowano na Morzu Śródziemnym ponad 500 migrantów. W dniach 26–27 maja do Włoch przybyło 2 tysiące migrantów. Między styczniem a majem 2018 do Włoch przybyło ich 11 tysięcy. 2 czerwca 2018 Matteo Salvini zapowiedział, że Włochy nie będą dalej przyjmować migrantów. 10 czerwca Salvini odmówił przyjęcia statku z migrantami i skierował go na Maltę. W połowie czerwca Włochy zadecydowały, że przestaną przyjmować migrantów; kolejny włoski statek z migrantami został skierowany do Hiszpanii. 19 lipca 2018 premier Włoch, Giuseppe Conte, zaproponował powołanie komitetu kryzysowego UE ds. migracji. Pod koniec lipca Włochy rozpoczęły cyt. „śledztwo przeciwko organizacjom ratującym nielegalnych migrantów”. Latem 2018 Włochy zadecydowały, że zaprzestaną przyjmowania uchodźców. Pod koniec sierpnia 2018 Włochy pod wpływem kryzysu migracyjnego zagroziły cyt. „wstrzymaniem dopłat do unijnego budżetu”. Na przełomie listopada i grudnia 2018 zaczęła spadać liczba migrantów przybywających do Włoch. W 2018 do Włoch przybyło 23 tys. migrantów; do sierpnia 2019 już tylko 4115. Na początku 2019 minister Salvini ponownie zapowiedział, że Włochy nie przyjmą uchodźców; naród włoski również się sprzeciwił ich przyjmowaniu. 31 stycznia 2019 Włochy przyjęły 47 migrantów. 29 czerwca do Włoch przybyło 40 nielegalnych migrantów; aresztowano kapitan statku. Latem 2019 Włochy ponownie nie zgodziły się na przyjęcie uchodźców. 14 sierpnia 2019 sąd we włoskim regionie Lacjum pozwolił Włochom przyjmować migrantów, co sprawiło, że wzrosła ich liczba. Łącznie w 2019 do Włoch przybyło 11,5 tys. migrantów. W 2020 migranci zaczęli ponownie przybywać na Lampedusę, z powodu czego 28 czerwca na znak protestu przeciwko przybywaniu uchodźców na Lampedusę jej mieszkańcy podpalili wraki łodzi. 27 lipca burmistrz Lampedusy ogłosił stan wyjątkowy. 1 sierpnia 2020 szef włoskiego MSZ, Luigi di Maio, ostrzegł mieszkańców Włoch przed nową falą imigracyjną. 3 sierpnia premier Włoch zaostrzył politykę migracyjną. 23 sierpnia gubernator Sycylii wydał zakaz przyjmowania przez Sycylię statków z migrantami. 30 sierpnia na Lampedusie odbyły się protesty przeciwko przybywaniu uchodźców. 13 września migranci przybyli na Sycylię. W dniach 25-28 lutego 2021 na Morzu Śródziemnym uratowano 317 migrantów. W 2021 migranci ponownie przybyli na Lampedusę i Sycylię. Pojawił się również problem z przemieszczeniem imigrantów z Włoch do innych państw Unii Europejskiej. 12 kwietnia 2023 rząd Włoch wprowadził stan wyjątkowy w związku z rosnącą liczbą migrantów przybywającą do Włoch.

## Działania na forum Unii Europejskiej
W maju 2015 roku Komisja Europejska zaproponowała rozdzielenie 40 tysięcy uchodźców pomiędzy państwa członkowskie UE w celu odciążenia Włoch i Grecji. Mieli oni być rozdzieleni na podstawie PKB państw członkowskich oraz liczby ich mieszkańców.
Zgodnie z oświadczeniem UE-Turcja z 18 marca 2016 od dnia 20 marca 2016 r. wszyscy nowi nielegalni migranci i osoby ubiegające się o azyl przybywający na wyspy greckie z Turcji, których wnioski zostały uznane za niedopuszczalne, są zawracani do Turcji. Na mocy oświadczenia UE zobowiązała się do przesiedlania jednego obywatela Syrii z Turcji do UE w miejsce każdego obywatela Syrii zawróconego do Turcji z wysp greckich.
Na początku lata 2018 w Brukseli odbył się szczyt Unii Europejskiej poświęcony kryzysowi migracyjnemu. W szczycie nie wzięli udziału członkowie Grupy Wyszehradzkiej. 24 sierpnia 2018 odbył się drugi szczyt Unii Europejskiej poświęcony kryzysowi migracyjnemu. 7 września 2018 komisarz do spraw migracji, Dimitris Avramopoulos, zaproponował, żeby znacząco wzmocnić jednostki chroniące lądowe i morskie granice Unii Europejskiej. 19 września 2018 w Salzburgu odbył się trzeci szczyt poświęcony kryzysowi migracyjnemu. 15 stycznia 2019 w Parlamencie Europejskim odbyła się debata nad cyt. „polityką azylową i migracyjną UE”. 30 stycznia 2019 w Nikozji na Cyprze odbył się szczyt UE poświęcony kryzysowi migracyjnemu. Wzięli w nim udział prezydenci Francji, Grecji, Malty, Włoch, Portugalii, Hiszpanii i Cypru. 23 lutego w Szarm el-Szejk w Egipcie odbył się kolejny szczyt poświęcony kryzysowi migracyjnemu. 24 lipca 2019 Trybunał Sprawiedliwości Unii Europejskiej cyt. „odroczył wydanie opinii prawnej w sprawie odrzucenia kwot migracyjnych”. 3 marca 2020 Komisja Europejska obiecała 700 mln euro dla Grecji w walce z kryzysem migracyjnym.
14 maja 2024 "Rada UE zatwierdziła pakt migracyjny"; sprzeciwiły się temu Polska, Słowacja i Węgry.

## Działania na forum ONZ
Na przełomie listopada i grudnia 2018 Austria, Bułgaria, Chorwacja, Czechy, Estonia, Izrael, Łotwa, Polska, Słowacja i Węgry zadeklarowały, że nie podpiszą Światowego Paktu w sprawie Migracji ONZ. 27 listopada 2018 premier Estonii wyraził zgodę na podpisanie przez Estonię porozumienia migracyjnego. Również odmienne zdanie w tej sprawie wyraził 9 grudnia 2018 premier Belgii. Następnego dnia podpisano porozumienie migracyjne w Marrakeszu. 29 listopada 2018 Watykan wezwał do podpisania Globalnego Paktu ws. Migracji.

## Ofiary śmiertelne
3 października 2013 roku u wybrzeży Lampedusy zatonął kuter z imigrantami. Podczas katastrofy zginęło ponad 300 osób, a 155 osób zostało ocalonych. We wrześniu 2014 roku u wybrzeży Malty zatonęła łódź, na której znajdowało się ponad 500 imigrantów.
Międzynarodowa Organizacja ds. Migracji podała, że w 2014 roku zginęło 3,5 tys. osób, a od początku 2015 roku do końca sierpnia zginęło 2,5 tysiąca osób, próbujących się dostać drogą morską do Europy.
27 sierpnia 2015 roku u wybrzeży Libii roku zatonęła łódź z 400 uchodźcami z Afryki Subsaharyjskiej, Pakistanu, Syrii, Maroka i Bangladeszu. 201 z nich udało się uratować. 82 ciała morze wyrzuciło na brzeg, a 100 osób zostało uznanych za zaginione. Następnego dnia na austriackiej autostradzie A4 znaleziono ciężarówkę z 71 ciałami nielegalnych imigrantów (w tym 59 mężczyzn, 8 kobiet i czworga dzieci).
Wśród uchodźców dochodzi również do aktów mordowania współtowarzyszy nielegalnej emigracji. 16 kwietnia 2015 roku w Palermo piętnastu muzułmańskich imigrantów wyrzuciło do wody dwunastu chrześcijańskich towarzyszy.
W październiku 2015 roku bułgarska policja zastrzeliła migranta, który wraz z grupą przekroczył nielegalnie granicę Bułgarii z Turcją w rejonie miasta Sredec. To pierwszy przypadek śmiertelnego postrzelenia migranta na granicy bułgarskiej. Oddano tylko strzał ostrzegawczy, ale migrant został ranny rykoszetem. Odwieziono go do szpitala, lecz w drodze zmarł.
W czerwcu 2017 roku na skutek blokady drogi przez migrantów w Calais zginął kierowca furgonetki. Po tym zdarzeniu doszło do aresztowania dziewięciu migrantów z Erytrei. Również w czerwcu w pobliżu Libii zatonął ponton, na którym znajdowało się 130 migrantów. Prawie wszystkie osoby utonęły; uratowało się tylko dwóch Sudańczyków i dwóch Nigeryjczyków. We wrześniu ponownie zatonęła łódź z migrantami u wybrzeży Libii; zaginęło ponad 100 osób. Pod koniec listopada w Morzu Śródziemnym w pobliżu Libii znaleziono szczątki 30 migrantów, których rozszarpały rekiny.
Na początku stycznia 2018 u wybrzeży Libii ponownie zatonęła łódź z migrantami; zginęło co najmniej 25 osób. W połowie stycznia ponton z migrantami osiadł na mieliźnie na Wyspach Kanaryjskich; zginęło co najmniej siedem osób. 2 lutego 2018 u wybrzeży Libii po raz czwarty zatonęła łódź z migrantami; zginęło 90 osób. W połowie lutego 2018 Międzynarodowa Organizacja do Spraw Migracji stwierdziła, że od początku kryzysu zginęło ponad 1300 dzieci, które wyemigrowały do Europy. W Wielki Piątek 2018 r. w Turcji przepełniony migrantami bus w prowincji Igdir uderzył w latarnię; po uderzeniu autobus stanął w płomieniach – zginęło 17 osób. Na początku czerwca 2018 w Turcji zatonęła łódź z migrantami; zginęło dziewięć osób, w tym sześcioro dzieci, a jedna zaginęła. 29 czerwca 2018 u wybrzeży Libii po raz piąty zatonęła łódź; zginęło 100 osób. Latem 2018 poniosło śmierć przez utonięcie 1600 uchodźców. Jesienią liczba ta zwiększyła się do 1720. 12 sierpnia 2018 znaleziono zwłoki dwóch migrantów w lesie w Chorwacji. Na przełomie lata i jesieni 2018 utonęło 36 migrantów w Hiszpanii. W 2018 r. zginęło 769 migrantów usiłując dostać się do wybrzeży Hiszpanii. 21 października 2018 zginął jeden migrant, a trzech zostało rannych przy próbie szturmu Melilli. W listopadzie 2018 utonęło 13 migrantów u wybrzeży Mellili i Kadyksu. W 2018 w Morzu Śródziemnym utonęły 2262 osoby.
19 stycznia 2019 we Włoszech zatonął ponton z migrantami; utonęło 117 osób. 11 maja u wybrzeży Tunezji zatonęła łódź z migrantami; zginęło około 60 osób, uratowano 16. 7 lipca po raz drugi u wybrzeży Tunezji zatonęła łódź z migrantami; zginęło ponad 80 osób. 18 lipca 2019 w wypadku drogowym minibusa w Turcji zginęło 15 osób. 8 października w pobliżu Lampedusy zatonęła łódź z migrantami; zginęło 13 kobiet. W drugi dzień świąt Bożego Narodzenia w Turcji na jeziorze Van zatonęła kolejna łódź; utonęło pięć osób, a dwie zmarły w szpitalu. W 2019 w Morzu Śródziemnym utonęło 1000 migrantów.
11 stycznia 2020 w Grecji u wybrzeża wyspy Paksos zatonęła łódź z migrantami; zginęło 21 osób. 2 marca podczas podróży pontontem z Turcji do Grecji utonął uchodźca i dziecko. 5 sierpnia w Grecji w wypadku samochodowym zginęło siedmiu migrantów. 13 października w Tunezji zatonęła łódź z migrantami; na pokładzie znajdowali się uchodźcy z Wybrzeża Kości Słoniowej. W Wigilię Bożego Narodzenia u wybrzeży Tunezji ponownie zatonęła łódź z migrantami; utonęło 20 osób.
29 kwietnia 2021 cyt. "24 imigrantów zmarło z wycieńczenia w pobliżu Wysp Kanaryjskich". 11 lipca w miejscowości Yumakli w Turcji cyt. "12 migrantów zginęło w wypadku minibusu, a 20 zostało rannych". 24 listopada w kanale La Manche zginęło 27 osób próbujących dostać się na łodzi się do Wielkiej Brytanii.
25 czerwca 2022 podczas próby przedostania się migrantów do Melilli na skutek interwencji strażników na granicy zginęło 27 migrantów.
6 lutego 2023 u wybrzeży greckiej wyspy Leros zatonęła łódź z migrantami; zginęły cztery osoby, w tym troje dzieci. 17 lutego w Bułgarii we wsi Łokorsko w ciężarówce znaleziono ciała 18 migrantów - w tym jednego dziecka - którzy się udusili. Następnego dnia u wybrzeży Libii zatonęła łódź z migrantami; zginęły 73 osoby. 26 lutego "58 migrantów zginęło w pobliżu brzegów Kalabrii we Włoszech, gdy łódź, którą dopływali, rozbiła się o skały". 13 kwietnia w Tunezji w wyniku wywrócenia się łodzi zginęło 25 migrantów. 4 czerwca w Grecji "zatonął statek z migrantami; zginęło co najmniej 78 osób". 19 czerwca w wyniku wywrócenia się łodzi u wybrzeży Grecji zginęło 300 migrantów z Pakistanu. 9 sierpnia "41 migrantów utonęło w Cieśninie Sycylijskiej, gdy wysoka fala wywróciła ich łódź". 29 października u wybrzeży Sycylii wywróciła się łódź z migrantami; zginęło co najmniej pięć osób. 15 grudnia zginął jeden migrant na kanale La Manche, gdy ponton z migrantami zatonął.
23 kwietnia 2024 "co najmniej pięciu migrantów (w tym jedno dziecko) zginęło  (...) próbując przeprawić się przez kanał La Manche łodzią, w której znajdowało się 110 osób".

## Krytyka

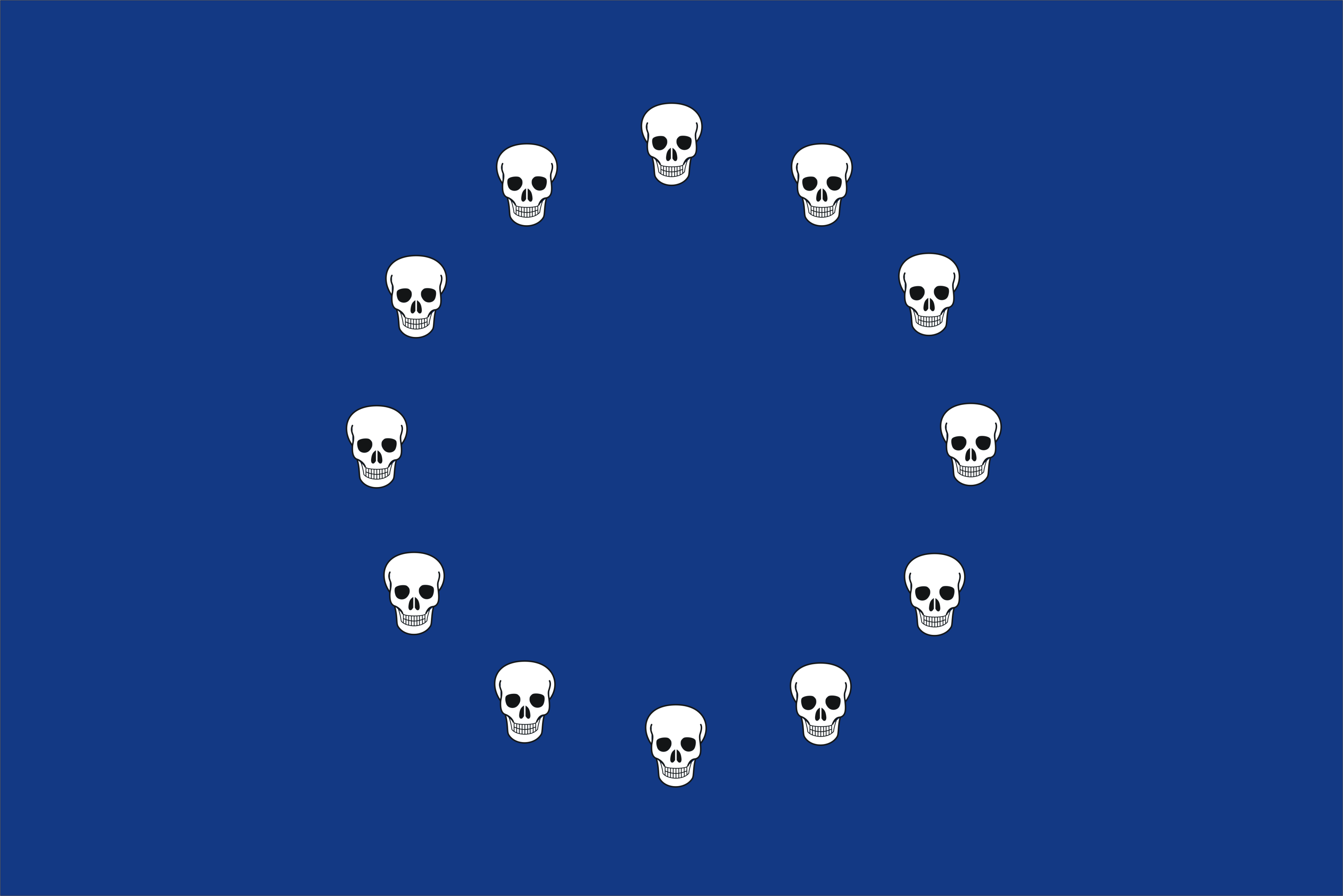
Krytycy postawy UE wykorzystują flagę z czaszkami bądź z martwymi ciałami zamiast gwiazdek jako wyraz sprzeciwu wobec bierności w obliczu śmierci imigrantów

W lipcu Organizacja Narodów Zjednoczonych skrytykowała Unię Europejską za bierną postawę w sprawie kryzysu migracyjnego. William Spindler z UNHCR powiedział: 

Widzimy ogromne trudności w tym europejskim kraju. To wszystko dzieje się w Unii Europejskiej, w której znajdują się najbardziej zaawansowane gospodarki świata. Tymczasem sytuacja wciąż się pogarsza. Nie widzimy pełnego i odpowiedniego rozwiązywania tej sytuacji przez Unię Europejską. W niektórych przypadkach wolontariusze i turyści robią dla uchodźców więcej niż władze Grecji.

{{Cytat}} Brakujące pola: treść. Przestarzałe pola: 1.
28 sierpnia 2015 roku artysta Banksy opublikował na swoim profilu na Facebooku przerobione zdjęcie, które ma przedstawić flagę UE, w której zamiast gwiazdek znajdują się dryfujące na wodzie zwłoki imigrantów. Post został udostępniony na portalu ponad 80 tysięcy razy.
W czerwcu 2017 Komisja Europejska ostrzegła Polskę i Węgry, że jeśli te kraje nie przyjmą uchodźców, zostaną wobec nich zastosowane sankcje. 14 czerwca 2017 rozpoczęła się procedura Komisji Europejskiej wobec Polski, Czech i Węgier za nieprzyjmowanie uchodźców. Austria i Dania do czerwca 2017 również nie przyjęły ani jednego uchodźcy w ramach programu relokacji, natomiast wobec tych dwóch krajów nie wszczęto postępowań za nieprzyjmowanie uchodźców. Austria zadeklarowała przyjęcie 50 uchodźców, wobec czego Komisja Europejska zaniechała postępowania wobec tego kraju, a Czechy realnie przyjęły 12 osób i wobec tego kraju zostało wszczęte postępowanie. Na początku września 2017 Komisja Europejska ponownie ostrzegła Polskę, Czechy i Węgry, że jeśli nie przyjmą uchodźców, sprawa zostanie przez KE skierowana do Trybunału Sprawiedliwości Unii Europejskiej. Na początku lutego 2018 Niemcy ostrzegły Polskę i Węgry, że kraje te stracą unijne fundusze, jeśli nie przyjmą uchodźców. W połowie tego samego miesiąca minister spraw zagranicznych Luksemburga Jean Asselborn zagroził Węgrom uruchomieniem artykułu 7 traktatu o Unii Europejskiej, gdy Viktor Orbán zapowiedział zamknięcie organizacji pozarządowych pomagających uchodźcom. 20 marca 2018 r. eksperci Unii Europejskiej, Thorsten Benner i Jan Weidenfeld stwierdzili, że karanie Polski i Węgier za brak solidarności w kwestii przyjmowania uchodźców może zaszkodzić jedności Unii Europejskiej w konfrontacji z Pekinem.
7 listopada 2018 skrytykowano pakt o migracji ONZ z powodu ograniczenia suwerenności państw-sygnatariuszy tego dokumentu. 16 grudnia odbyła się w Brukseli demonstracja przeciwko podpisaniu paktu migracyjnego ONZ.
11 stycznia 2019 Angela Merkel skrytykowała Turcję z powodu złego działania porozumienia między Turcją i UE o odsyłaniu migrantów oraz Grecję za cyt. „brak skuteczności w odsyłaniu uchodźców”. 29 stycznia 2019 wiecepremier Włoch, Luigi Di Maio, oskarżył cyt. „Francję o kryzys migracyjny i ubóstwo w Afryce”. 31 lipca niemiecki dziennik Bild skrytykował cyt. „brak skutecznej kontroli nad migrantami, którzy trafiają do Niemiec”. 15 września Peter Szijarto skrytykował zgodę Włoch na przyjęcie kolejnych migrantów. 19 września Emmanuel Macron zaproponował wprowadzenie poważnych kar dla państw UE, które nie będą chciały przyjmować migrantów. 31 października 2019 rzecznik Europejskiego Trybunału Sprawiedliwości w Luksemburgu skrytykował Polskę, Czechy i Węgry za nieprzyjmowanie uchodźców; tego samego dnia komisarz Rady Europejskiej Dunja Mijatović sytuację w obozach dla uchodźców na greckich wyspach Lesbos i Samos uznała za tragiczną. 14 marca 2020 władze w całej Europie sprzeciwiły się wypuszczaniu z obozu na Lesbos uchodźców w związku z pandemią COVID-19. 2 kwietnia cyt. "TSUE wydał wyrok w sprawie Polski, Węgier i Czech", w którym orzekł, że nieprzyjmowanie uchodźców przez Polskę, Czechy i Węgry jest sprzeczne z prawem UE.
28 czerwca 2021 szefowa MSW Litwy, Agne Bilotaite, skrytykowała prezydenta Białorusi, Alaksandra Łukaszenkę, za nielegalne wykorzystywanie migrantów. 6 lipca za kryzys migracyjny na Litwie potępił władze Białorusi przewodniczący Rady Europejskiej, Charles Michel.

## Relokacja uchodźców
Unijny Trybunał Sprawiedliwości uznał, że skarga Słowacji i Węgier na decyzję o obowiązkowej relokacji uchodźców przebywających w Grecji i we Włoszech jest nieuzasadniona. Sędziowie trybunału podjęli decyzję, że mechanizm jest proporcjonalny i skutecznie przyczynia się do sprostania przez Grecję i Włochy kryzysowi migracyjnemu. 13 lutego 2018 przewodniczący Rady Europejskiej Donald Tusk uznał, że należy znaleźć rozwiązanie, które by sprawiło, że zarówno Unia Europejska, jak i państwa nie należące do UE mogłyby zarządzać przyszłymi falami migracyjnymi. 29 czerwca 2018 Rada Europejska anulowała relokację migrantów; państwa europejskie miałyby utworzyć centra kontroli migrantów, które wybierałyby migrantów do azylu w Europie. 18 października 2018 Europa zrezygnowała z przymusowej relokacji uchodźców. 14 lipca 2019 minister spraw zagranicznych Włoch, Enzo Moavero Milanesi, zaproponował UE usprawnienie relokacji uchodźców. 23 września 2020 Unia Europejska zrezygnowała z przymusowej relokacji uchodźców. 30 listopada 2020 Grecja, Włochy, Hiszpania i Malta zażądały od Unii Europejskiej powrotu do przymusowej relokacji migrantów; Polska sprzeciwiła się temu rozwiązaniu. 20 maja 2021 Ylva Johansson zapowiedziała, że cyt. "wraz z rządami krajów Unii pracuje nad systemem relokacji migrantów". Na przełomie maja i czerwca 2023 Polska ponownie sprzeciwiła się relokacji uchodźców; nie zgodziły się na to również Czechy i Węgry; ponownie Polska sprzeciwiła się relokacji uchodźców we wrześniu 2023 i kwietniu 2024.